# Danh sách tập phim Naruto Shippuden

Bìa DVD đầu tiên của Naruto Shippuden được phát hành bởi Pierrot và Aniplex.

Naruto: Shippuden là một bộ anime truyền hình dài tập được chuyển thể từ Phần II của loạt manga của Kishimoto Masashi với tổng cộng 500 tập phim. Nội dung phim lấy bối cảnh hai năm rưỡi sau Phần I trong vũ trụ Naruto, xoay quanh cậu nhẫn giả thiếu niên Uzumaki Naruto và những đồng đội của cậu. Bộ phim do Date Hayato làm đạo diễn và sản xuất bởi hai hãng phim Pierrot và TV Tokyo. Tác phẩm bắt đầu được trình chiếu từ 15 tháng 2 năm 2007 trên kênh TV Tokyo và kết thúc vào 23 tháng 3 năm 2017.
Ngày 2 tháng 1 năm 2009, Viz Media và Crunchyroll đã đăng tập Naruto: Shippuden phụ đề tiếng Anh không cắt trên website chính thức Naruto. Tiếp đó vào ngày 15 tháng 1, Viz bắt đầu đưa các phiên bản phụ đề gần nhất các tập Naruto: Shippuden chỉ một tuần sau khi trình chiếu tại Nhật Bản, với các tập mới được đăng tải trên website của Naruto vào mỗi thứ năm hàng tuần. Bản lồng tiếng Anh của Naruto: Shippuden được sản xuất và phát sóng tại Mỹ trên kênh Disney XD bắt đầu từ 28 tháng 10 năm 2009. Ngày 24 tháng 7 năm 2009, Viz Media thông báo rằng sê-ri sẽ có mặt trên iTunes Store. Đĩa DVD đầu tiên của loạt phim được phát hành tại Bắc Mỹ vào ngày 29 tháng 9 năm 2009.
Trong khi đó Naruto: Shippuden bị hủy phát sóng trên Disney XD từ ngày 5 tháng 11 năm 2011 sau 98 tập. Các bộ đĩa box set DVD chứa 13 tập lồng tiếng được phát hành theo quý với định dạng không cắt. Bản lồng tiếng Anh được phát trực tuyến trên nền tảng Neon Alley bắt đầu từ 29 tháng 12 năm 2012 bắt đầu từ tập 98, các tập mới được phát hành mỗi tuần không cắt cho đến ngày 26 tháng 3 năm 2016. Khung Toonami của Adult Swim cũng bắt đầu phát sóng anime từ 4 tháng 1 năm 2014 đến nay trong định dạng không cắt.
Tại Việt Nam, 196 tập đầu của sê-ri được trình chiếu trên kênh truyền hình HTV3, tập đầu được phát sóng vào ngày 10 tháng 6 năm 2016 và ngừng phát sóng các tập mới từ 1 tháng 1 năm 2018. Từ tháng 4 năm 2021, loạt phim Naruto Shippuden trở lại Việt Nam qua nền tảng kỹ thuật số do công ty POPS Worldwide mua bản quyền trình chiếu với trọn bộ sê-ri và là bản lồng tiếng mới. Do ảnh hưởng từ đại dịch COVID-19, các tập trên POPS từ tập 171 đến 248 sử dụng bản phụ đề tiếng Việt trong lần đầu phát hành. Về sau các tập này được tái phát hành trong định dạng lồng tiếng.

## Tổng quan
| Mùa | Mùa | Số tập | Số tập | Phát sóng gốc     | Phát sóng gốc      |
| Mùa | Mùa | Số tập | Số tập | Phát sóng lần đầu | Phát sóng lần cuối |
| --- | --- | ------ | ------ | ----------------- | ------------------ |
|     | 1   | 32     | 32     | 15 tháng 2, 2007  | 25 tháng 10, 2007  |
|     | 2   | 21     | 21     | 08 tháng 11, 2007 | 03 tháng 4, 2008   |
|     | 3   | 18     | 18     | 03 tháng 4, 2008  | 14 tháng 8, 2008   |
|     | 4   | 17     | 17     | 21 tháng 8, 2008  | 11 tháng 12, 2008  |
|     | 5   | 24     | 24     | 18 tháng 12, 2008 | 04 tháng 6, 2009   |
|     | 6   | 31     | 31     | 11 tháng 6, 2009  | 14 tháng 1, 2010   |
|     | 7   | 8      | 8      | 21 tháng 1, 2010  | 11 tháng 3, 2010   |
|     | 8   | 24     | 24     | 25 tháng 3, 2010  | 26 tháng 8, 2010   |
|     | 9   | 21     | 21     | 02 tháng 9, 2010  | 27 tháng 1, 2011   |
|     | 10  | 25     | 25     | 10 tháng 2, 2011  | 28 tháng 7, 2011   |
|     | 11  | 21     | 21     | 28 tháng 7, 2011  | 28 tháng 12, 2011  |
|     | 12  | 33     | 33     | 05 tháng 1, 2012  | 16 tháng 8, 2012   |
|     | 13  | 20     | 20     | 23 tháng 8, 2012  | 10 tháng 1, 2013   |
|     | 14  | 25     | 25     | 17 tháng 1, 2013  | 04 tháng 7, 2013   |
|     | 15  | 28     | 28     | 18 tháng 7, 2013  | 30 tháng 1, 2014   |
|     | 16  | 13     | 13     | 06 tháng 2, 2014  | 08 tháng 5, 2014   |
|     | 17  | 11     | 11     | 15 tháng 5, 2014  | 14 tháng 8, 2014   |
|     | 18  | 21     | 21     | 21 tháng 8, 2014  | 25 tháng 12, 2014  |
|     | 19  | 20     | 20     | 08 tháng 1, 2015  | 21 tháng 5, 2015   |
|     | 20  | 66     | 66     | 28 tháng 5, 2015  | 13 tháng 10, 2016  |
|     | 21  | 21     | 21     | 20 tháng 10, 2016 | 23 tháng 3, 2017   |

## Danh sách tập

### Mùa 1: Giải cứu Kazekage (2007)
| #  | Tên tập phim                                                                                      | Ngày phát sóng gốc   | Ngày phát sóng tiếng Việt |
| -- | ------------------------------------------------------------------------------------------------- | -------------------- | ------------------------- |
| 1  | "Trở về" "Kikyō" (帰郷)                                                                           | 15 tháng 2 năm 2007  | 10 tháng 6 năm 2016       |
| 2  | "Akatsuki hành động" "Akatsuki, Shidō" (暁, 始動)                                                 | 15 tháng 2 năm 2007  | 13 tháng 6 năm 2016       |
| 3  | "Thành quả tu luyện" "Shugyō no Seika" (修業の成果)                                               | 22 tháng 2 năm 2007  | 14 tháng 6 năm 2016       |
| 4  | "Nhân trụ lực của Làng Cát" "Suna no Jinchūriki" (砂の人柱力)                                     | 1 tháng 3 năm 2007   | 15 tháng 6 năm 2016       |
| 5  | "Như một Kazekage" "Kazekage to shite...!" (風影として...!)                                       | 15 tháng 3 năm 2007  | 16 tháng 6 năm 2016       |
| 6  | "Hoàn thành chỉ tiêu" "Norumakuriā" (ノルマクリアー)                                              | 29 tháng 3 năm 2007  | 17 tháng 6 năm 2016       |
| 7  | "Chạy đi Kankuro" "Hashire Kankurō" (疾走れカンクロウ)                                            | 29 tháng 3 năm 2007  | 20 tháng 6 năm 2016       |
| 8  | "Đội Kakashi xuất kích" "Shutsugeki, Kakashi-han" (出撃, カカシ班)                                | 12 tháng 4 năm 2007  | 21 tháng 6 năm 2016       |
| 9  | "Nước mắt của Nhân trụ lực" "Jinchūriki no Namida" (人柱力の涙)                                   | 12 tháng 4 năm 2007  | 22 tháng 6 năm 2016       |
| 10 | "Thuật Phong ấn: Ảo long cửu phong tận" "Fūin Jutsu: Genryū Kyū Fūjin" (封印術·幻龍九封尽)        | 19 tháng 4 năm 2007  | 23 tháng 6 năm 2016       |
| 11 | "Truyền nhân của ninja y thuật" "Iryō Ninja no Deshi" (医療忍者の弟子)                            | 26 tháng 4 năm 2007  | 24 tháng 6 năm 2016       |
| 12 | "Sự quyết tâm của bà lão về hưu" "Inkyo Babā no Ketsui" (隠居ババアの決意)                        | 3 tháng 5 năm 2007   | 27 tháng 6 năm 2016       |
| 13 | "Cuộc đối đầu định mệnh" "Innen Aimamieru" (因縁あいまみえる)                                     | 10 tháng 5 năm 2007  | 28 tháng 6 năm 2016       |
| 14 | "Sự trưởng thành của Naruto" "Naruto no Seichō" (ナルトの成長)                                    | 17 tháng 5 năm 2007  | 29 tháng 6 năm 2016       |
| 15 | "Quả cầu bí ẩn! Tên của nó...." "Kakushidama Nazukete" (隠し玉 名付けて...!)                      | 24 tháng 5 năm 2007  | 30 tháng 6 năm 2016       |
| 16 | "Bí mật của Nhân trụ lực" "Jinchūriki no Himitsu" (人柱力の秘密)                                  | 31 tháng 5 năm 2007  | 1 tháng 7 năm 2016        |
| 17 | "Cái chết của Gaara!" "Gaara Shisu!" (我愛羅死す!)                                                | 7 tháng 6 năm 2007   | 4 tháng 7 năm 2016        |
| 18 | "Đột nhập! Đột kích cước công phá!!" "Totsunyū! Botan Fukku Entorī" (突入!ボタンフックエントリー) | 21 tháng 6 năm 2007  | 5 tháng 7 năm 2016        |
| 19 | "Sập bẫy! Kẻ thù của đội Gai" "Torappu Sadō! Gai-han no Teki" (罠作動!ガイ班の敵)                 | 5 tháng 7 năm 2007   | 6 tháng 7 năm 2016        |
| 20 | "Hiruko đấu với 2 nữ ninja" "Hiruko vs. Futari no Kunoichi" (ヒルコVS二人の女忍者)                | 19 tháng 7 năm 2007  | 7 tháng 7 năm 2016        |
| 21 | "Diện mạo thật của Sasori" "Sasori no Sugao" (サソリの素顔)                                       | 26 tháng 7 năm 2007  | 8 tháng 7 năm 2016        |
| 22 | "Tuyệt kĩ của bà Chiyo" "Chiyo no Oku no Te" (チヨの奥の手)                                       | 2 tháng 8 năm 2007   | 11 tháng 7 năm 2016       |
| 23 | ""Cha" và "Mẹ"" ""Chichi" to "Haha"" (「父」と「母」)                                             | 2 tháng 8 năm 2007   | 12 tháng 7 năm 2016       |
| 24 | "Kazekage đệ Tam" "Sandaime Kazekage" (三代目風影)                                                | 9 tháng 8 năm 2007   | 13 tháng 7 năm 2016       |
| 25 | "3 phút ranh giới sinh tử" "Sei to Shi no Sanpunkan" (生と死の三分間)                             | 16 tháng 8 năm 2007  | 14 tháng 7 năm 2016       |
| 26 | "10 đấu 100!" "Jukki vs Hyakki" (十機vs百機)                                                      | 23 tháng 8 năm 2007  | 15 tháng 7 năm 2016       |
| 27 | "Giấc mơ không thành hiện thực" "Kanawanu Yume" (叶わぬ夢)                                        | 30 tháng 8 năm 2007  | 18 tháng 7 năm 2016       |
| 28 | "Mãnh thú hồi sinh" "Yomigaeru Kemono-tachi" (蘇る獣たち)                                         | 13 tháng 9 năm 2007  | 19 tháng 7 năm 2016       |
| 29 | "Kakashi khai nhãn!" "Kakashi Kaigan!" (カカシ開眼!)                                              | 27 tháng 9 năm 2007  | 20 tháng 7 năm 2016       |
| 30 | "Mỹ học trong khoảnh khắc" "Shunkan no Bigaku" (瞬間の美学)                                       | 27 tháng 9 năm 2007  | 21 tháng 7 năm 2016       |
| 31 | "Di sản cho đời sau" "Tsugareyukumono" (継がれゆくもの)                                           | 18 tháng 10 năm 2007 | 22 tháng 7 năm 2016       |
| 32 | "Kazekage trở về" "Kazekage no Kikan" (風影の帰還)                                                | 25 tháng 10 năm 2007 | 25 tháng 7 năm 2016       |

### Mùa 2: Do thám cầu Tenchi (2007–2008)
| #  | Tên tập phim                                                                         | Ngày phát sóng gốc   | Ngày phát sóng tiếng Việt |
| -- | ------------------------------------------------------------------------------------ | -------------------- | ------------------------- |
| 33 | "Mục tiêu mới" "Aratanaru tāgetto" (新たなる目標)                                    | 8 tháng 11 năm 2007  | 26 tháng 7 năm 2016       |
| 34 | "Thành lập đội Kakashi mới" "Kessei! Shin Kakashi han" (結成!新カカシ班)             | 15 tháng 11 năm 2007 | 27 tháng 7 năm 2016       |
| 35 | "Vẽ rắn thêm chân" "Gadatensoku" (画蛇添足)                                          | 22 tháng 11 năm 2007 | 28 tháng 7 năm 2016       |
| 36 | "Nụ cười giả tạo" "Itsuwari no egao" (偽りの笑顔)                                    | 29 tháng 11 năm 2007 | 29 tháng 7 năm 2016       |
| 37 | "Không đề" "Mudai" (無題)                                                            | 29 tháng 11 năm 2007 | 1 tháng 8 năm 2016        |
| 38 | "Mô phỏng chiến đấu" "Shimyurēshon" (模擬戦闘訓練)                                   | 6 tháng 12 năm 2007  | 2 tháng 8 năm 2016        |
| 39 | "Cầu Thiên Địa" "Tenchikyō" (天地橋)                                                 | 13 tháng 12 năm 2007 | 3 tháng 8 năm 2016        |
| 40 | "Giải phóng Cửu Vĩ!" "Kyūbi kaihō!!" (九尾解放!!)                                    | 20 tháng 12 năm 2007 | 4 tháng 8 năm 2016        |
| 41 | "Bắt đầu nhiệm vụ tối mật" "Gokuhi ninmu sutāto" (極秘任務スタート)                  | 20 tháng 12 năm 2007 | 29 tháng 5 năm 2017       |
| 42 | "Orochimaru vs. Jinchuriki" "Orochimaru tai Jinchūriki" (大蛇丸VS人柱力)             | 10 tháng 1 năm 2008  | 30 tháng 5 năm 2017       |
| 43 | "Nước mắt của Sakura" "Sakura no namida" (サクラの涙)                                | 17 tháng 1 năm 2008  | 31 tháng 5 năm 2017       |
| 44 | "Đầu cuối của trận chiến!" "Tatakai no tenmatsu" (戦いの顛末)                        | 24 tháng 1 năm 2008  | 1 tháng 6 năm 2017        |
| 45 | "Hậu quả của sự phản bội" "Uragiri no hate" (裏切りの果て)                           | 31 tháng 1 năm 2008  | 2 tháng 6 năm 2017        |
| 46 | "Trang cuối" "Mikan no pēji" (未完の頁)                                              | 7 tháng 2 năm 2008   | 5 tháng 6 năm 2017        |
| 47 | "Thâm nhập: mật thất của con rắn độc!" "Sennyū! Dokuhebi no ajito" (潜入!毒蛇の巣窟) | 14 tháng 2 năm 2008  | 6 tháng 6 năm 2017        |
| 48 | "Mối liên kết" "Tsunagari" (つながり)                                                | 28 tháng 2 năm 2008  | 7 tháng 6 năm 2017        |
| 49 | "Điều quan trọng..." "Taisetsu na mono" (大切なモノ)                                 | 6 tháng 3 năm 2008   | 8 tháng 6 năm 2017        |
| 50 | "Câu chuyện trong tập sách vẽ" "Ehon ga kataru monogatari" (絵本が語る物語)          | 13 tháng 3 năm 2008  | 9 tháng 6 năm 2017        |
| 51 | "Tái hợp" "Saikai" (再会)                                                            | 20 tháng 3 năm 2008  | 12 tháng 6 năm 2017       |
| 52 | "Sức mạnh của nhà Uchiha" "Uchiha no chikara" (うちはの力)                           | 20 tháng 3 năm 2008  | 13 tháng 6 năm 2017       |
| 53 | "Đề mục" "Taitoru" (題名)                                                            | 3 tháng 4 năm 2008   | 14 tháng 6 năm 2017       |

### Mùa 3 (2008)
| #  | Tên tập phim                                                     | Ngày phát sóng gốc  | Ngày phát sóng tiếng Việt |
| -- | ---------------------------------------------------------------- | ------------------- | ------------------------- |
| 54 | "Ác mộng" "Akumu" (悪夢)                                         | 3 tháng 4 năm 2008} | 15 tháng 6 năm 2017       |
| 55 | "Phong" "Kaze" (旋風)                                            | 17 tháng 4 năm 2008 | 16 tháng 6 năm 2017       |
| 56 | "Đau đớn" "Ugomeku" (うごめく)                                   | 24 tháng 4 năm 2008 | 19 tháng 6 năm 2017       |
| 57 | "Tước đi giấc ngủ vĩnh hằng" "Ubawareta nemuri" (奪われた永眠り) | 8 tháng 5 năm 2008  | 20 tháng 6 năm 2017       |
| 58 | "Cô độc" "Kodoku" (孤独)                                         | 8 tháng 5 năm 2008  | 21 tháng 6 năm 2017       |
| 59 | "Kẻ địch mới" "Aratana teki" (新たな敵)                          | 15 tháng 5 năm 2008 | 22 tháng 6 năm 2017       |
| 60 | "Hữu vi chuyển biến" "Uitenpen" (有為転変)                       | 22 tháng 5 năm 2008 | 23 tháng 6 năm 2017       |
| 61 | "Đối mặt" "Sesshoku" (接触)                                      | 29 tháng 5 năm 2008 | 26 tháng 6 năm 2017       |
| 62 | "Đồng đội" "Chīmumeito" (チームメイト)                           | 5 tháng 6 năm 2008  | 27 tháng 6 năm 2017       |
| 63 | "Hai vị vua" "Futatsu no gyoku" (二つの玉)                       | 19 tháng 6 năm 2008 | 28 tháng 6 năm 2017       |
| 64 | "Khói hiệu đen huyền" "Shikkoku no noroshi" (漆黒の狼煙)         | 3 tháng 7 năm 2008  | 29 tháng 6 năm 2017       |
| 65 | "Phong toả hắc ám" "Ankoku no sejō" (暗黒の施錠)                 | 3 tháng 7 năm 2008  | 30 tháng 6 năm 2017       |
| 66 | "Những linh hồn tái sinh" "Yomigaeru tamashii" (黄泉がえる魂)    | 10 tháng 7 năm 2008 | 3 tháng 7 năm 2017        |
| 67 | "Những cuộc chiến sinh tử" "Sorezore no shitō" (それぞれの死闘)  | 24 tháng 7 năm 2008 | 4 tháng 7 năm 2017        |
| 68 | "Thức tỉnh" "Mezame no toki" (目覚めの刻)                        | 31 tháng 7 năm 2008 | 5 tháng 7 năm 2017        |
| 69 | "Tuyệt vọng" "Zetsubō" (絶望)                                    | 31 tháng 7 năm 2008 | 6 tháng 7 năm 2017        |
| 70 | "Cộng hưởng" "Kyōmei" (共鳴)                                     | 7 tháng 8 năm 2008  | 7 tháng 7 năm 2017        |
| 71 | "Bạn tôi" "Tomo yo" (友よ)                                       | 14 tháng 8 năm 2008 | 10 tháng 7 năm 2017       |

### Mùa 4: Kẻ bất tử - Hidan & Kakuzu (2008)
| #  | Tên tập phim                                                                         | Ngày phát sóng gốc   | Ngày phát sóng tiếng Việt |
| -- | ------------------------------------------------------------------------------------ | -------------------- | ------------------------- |
| 72 | "Nguy hiểm cận kề" "Shinobiyoru kyōi" (忍び寄る脅威)                                 | 21 tháng 8 năm 2008  | 11 tháng 7 năm 2017       |
| 73 | "Akatsuki hành động" "Akatsuki shinkō" ("暁"侵攻)                                    | 28 tháng 8 năm 2008  | 12 tháng 7 năm 2017       |
| 74 | "Dưới bầu trời đầy sao" "Hoshizora no moto de" (星空の下で)                          | 4 tháng 9 năm 2008   | 13 tháng 7 năm 2017       |
| 75 | "Lời thỉnh cầu của thầy tu" "Rōsō no inori" (老僧の祈り)                             | 11 tháng 9 năm 2008  | 14 tháng 7 năm 2017       |
| 76 | "Bước tiếp theo" "Tsuginaru suteppu" (次なる段階)                                    | 25 tháng 9 năm 2008  | 17 tháng 7 năm 2017       |
| 77 | "Bước tiếp theo (tiếp theo)" "Bōgin" (棒銀)                                          | 25 tháng 9 năm 2008  | 18 tháng 7 năm 2017       |
| 78 | "Asuma hi sinh! Tuyệt vọng và bủa vây" "Kudasareta sabaki" (下された裁き)            | 2 tháng 10 năm 2008  | 19 tháng 7 năm 2017       |
| 79 | "Asuma hi sinh! Tuyệt vọng và bủa vây (tiếp theo)" "Todokanu zekkyō" (届かぬ絶叫)    | 2 tháng 10 năm 2008  | 20 tháng 7 năm 2017       |
| 80 | "Lời trăn trối" "Saigo no kotoba" (最期の言葉)                                       | 16 tháng 10 năm 2008 | 21 tháng 7 năm 2017       |
| 81 | "Tin buồn" "Kanashiki shirase" (悲しき報せ)                                          | 23 tháng 10 năm 2008 | 24 tháng 7 năm 2017       |
| 82 | "Đội 10" "Daijuppan" (第十班)                                                        | 30 tháng 10 năm 2008 | 25 tháng 7 năm 2017       |
| 83 | "Khóa mục tiêu" "Tāgetto Rokkuon" (標的捕捉)                                         | 6 tháng 11 năm 2008  | 26 tháng 7 năm 2017       |
| 84 | "Năng lực của Kakuzu" "Kakuzu no nōryoku" (角都の能力)                               | 13 tháng 11 năm 2008 | 27 tháng 7 năm 2017       |
| 85 | "Sự thật cay đắng" "Osorubeki himitsu" (恐るべき秘密)                                | 20 tháng 11 năm 2008 | 28 tháng 7 năm 2017       |
| 86 | "Tài trí của Shikamaru" "Shikamaru no Sai" (シカマルの才)                            | 4 tháng 12 năm 2008  | 31 tháng 7 năm 2017       |
| 87 | "Tài trí của Shikamaru (tiếp theo)" "Hito o norowaba ana futatsu" (人を呪わば穴二つ) | 4 tháng 12 năm 2008  | 1 tháng 8 năm 2017        |
| 88 | "Phong độn: Rasen Shuriken!" "Fūton: Rasenshuriken!" (風遁·螺旋手裏剣!)              | 11 tháng 12 năm 2008 | 2 tháng 8 năm 2017        |

### Mùa 5 (2008–2009)
| #   | Tên tập phim                                                                           | Ngày phát sóng gốc   | Ngày phát sóng tiếng Việt |
| --- | -------------------------------------------------------------------------------------- | -------------------- | ------------------------- |
| 89  | "Cái giá của sức mạnh" "Chikara no daishō" (力の代償)                                  | 18 tháng 12 năm 2008 | 3 tháng 8 năm 2017        |
| 90  | "Quyết ý của shinobi" "Shinobi no ketsui" (忍の決意)                                   | 25 tháng 12 năm 2008 | 4 tháng 8 năm 2017        |
| 91  | "Phát hiện hang ổ của Orochimaru" "Hakken — Orochimaru no ajito" (発見 大蛇丸のアジト) | 8 tháng 1 năm 2009   | 7 tháng 8 năm 2017        |
| 92  | "Đối đầu" "Deai" (遭遇)                                                                | 15 tháng 1 năm 2009  | 8 tháng 8 năm 2017        |
| 93  | "Kết nối trái tim" "Kayoiau kokoro" (通い合う心)                                       | 22 tháng 1 năm 2009  | 9 tháng 8 năm 2017        |
| 94  | "Một đêm mưa" "Ame hitoyo" (雨一夜)                                                    | 29 tháng 1 năm 2009  | 10 tháng 8 năm 2017       |
| 95  | "Hai vật bảo vệ" "Futatsu no omamori" (ふたつのお守り)                                 | 5 tháng 2 năm 2009   | 11 tháng 8 năm 2017       |
| 96  | "Kẻ địch ẩn mình" "Miezaru teki" (見えざる敵)                                          | 12 tháng 2 năm 2009  | 14 tháng 8 năm 2017       |
| 97  | "Mê cung loạn ảnh" "Ranhansha no meikyū" (乱反射の迷宮)                                | 19 tháng 2 năm 2009  | 15 tháng 8 năm 2017       |
| 98  | "Mục tiêu lộ diện" "Arawareta hyōteki" (現れた標的)                                    | 26 tháng 2 năm 2009  | 16 tháng 8 năm 2017       |
| 99  | "Vĩ thú nổi loạn" "Arekurū Bijū" (荒れ狂う尾獣)                                        | 5 tháng 3 năm 2009   | 17 tháng 8 năm 2017       |
| 100 | "Trong màn sương" "Kiri no naka de" (霧の中で)                                         | 12 tháng 3 năm 2009  | 18 tháng 8 năm 2017       |
| 101 | "Cảm xúc của mỗi người" "Sorezore no omoi" (それぞれの想い)                            | 26 tháng 3 năm 2009  | 21 tháng 8 năm 2017       |
| 102 | "Chia lại nhóm!" "Saihensei!" (再編成!)                                                | 26 tháng 3 năm 2009  | 22 tháng 8 năm 2017       |
| 103 | "Kết giới tứ phương phong trận" "Kekkai Shihō Fūjin" (結界四方封陣)                    | 9 tháng 4 năm 2009   | 23 tháng 8 năm 2017       |
| 104 | "Phá vỡ tinh độn" "Shōton kuzushi" (晶遁崩し)                                          | 9 tháng 4 năm 2009   | 24 tháng 8 năm 2017       |
| 105 | "Trận chiến nơi kết giới" "Kekkai kōbōsen" (結界攻防戦)                                | 16 tháng 4 năm 2009  | 25 tháng 8 năm 2017       |
| 106 | "Hoa trà đỏ" "Akai tsubaki" (赤い椿)                                                   | 23 tháng 4 năm 2009  | 28 tháng 8 năm 2017       |
| 107 | "Đồng minh kỳ lạ" "Goetsudōshū" (呉越同舟)                                             | 30 tháng 4 năm 2009  | 29 tháng 8 năm 2017       |
| 108 | "Sự dẫn đường của hoa trà" "Tsubaki no michishirube" (椿の道標)                        | 7 tháng 5 năm 2009   | 30 tháng 8 năm 2017       |
| 109 | "Chú ấn phản công" "Juin no gyakushū" (呪印の逆襲)                                     | 14 tháng 5 năm 2009  | 31 tháng 8 năm 2017       |
| 110 | "Ký ức tội lỗi" "Tsumi no kioku" (罪の記憶)                                            | 21 tháng 5 năm 2009  | 1 tháng 9 năm 2017        |
| 111 | "Hẹn ước tan vỡ" "Kudakareta yakusoku" (砕かれた約束)                                  | 28 tháng 5 năm 2009  | 4 tháng 9 năm 2017        |
| 112 | "Một nơi để trở về" "Kaerubeki basho" (帰るべき場所)                                   | 4 tháng 6 năm 2009   | 5 tháng 9 năm 2017        |

### Mùa 6: Truy lùng Itachi (2009–2010)
| #   | Tên tập phim | Ngày phát sóng gốc   | Ngày phát sóng tiếng Việt |
| --- | --- | -------------------- | ------------------------- |
| 113 | "Đệ tử của mãng xà" "Daija no dōkō" (大蛇の瞳孔) | 11 tháng 6 năm 2009  | 6 tháng 9 năm 2017        |
| 114 | "Mắt diều hâu" "Taka no hitomi" (鷹の瞳) | 18 tháng 6 năm 2009  | 7 tháng 9 năm 2017        |
| 115 | "Đại đao của Zabuza" "Zabuza no daitō" (再不斬の大刀) | 25 tháng 6 năm 2009  | 8 tháng 9 năm 2017        |
| 116 | "Cai ngục của nhà tù thép" "Teppeki no bannin" (鉄壁の番人) | 2 tháng 7 năm 2009   | 11 tháng 9 năm 2017       |
| 117 | "Jugo của căn cứ phía bắc" "Kita ajito no Jūgo" (北アジトの重吾)                                                                                                | 9 tháng 7 năm 2009   | 12 tháng 9 năm 2017       |
| 118 | "Lập đội" "Kessei!" (結成!) | 23 tháng 7 năm 2009  | 13 tháng 9 năm 2017       |
| 119 | "Kakashi ngoại truyện ~ Thiếu niên sống giữa chiến trường ~ Phần đầu)" "Kakashi Gaiden ~ Senjō no bōizuraifu ~ Zenpen" (カカシ外伝～戦場のボーイズライフ～前編) | 30 tháng 7 năm 2009  | 14 tháng 9 năm 2017       |
| 120 | "Kakashi ngoại truyện ~ Thiếu niên sống giữa chiến trường ~ Phần cuối" "Kakashi Gaiden ~ Senjō no bōizuraifu ~ Kōhen" (カカシ外伝～戦場のボーイズライフ～後編)  | 30 tháng 7 năm 2009  | 15 tháng 9 năm 2017       |
| 121 | "Sự khởi động của mỗi bên" "Ugokidasumono-tachi" (動き出すものたち)                                                                                             | 6 tháng 8 năm 2009   | 18 tháng 9 năm 2017       |
| 122 | "Săn đuổi" "Tansaku" (探索) | 13 tháng 8 năm 2009  | 19 tháng 9 năm 2017       |
| 123 | "Đột kích!" "Gekitotsu!" (激突!) | 20 tháng 8 năm 2009  | 20 tháng 9 năm 2017       |
| 124 | "Nghệ thuật" "Geijutsu" (芸術) | 27 tháng 8 năm 2009  | 21 tháng 9 năm 2017       |
| 125 | "Biến mất" "Shōshitsu" (消失) | 3 tháng 9 năm 2009   | 22 tháng 9 năm 2017       |
| 126 | "Hoàng hôn" "Tasogare" (黄昏) | 10 tháng 9 năm 2009  | 25 tháng 9 năm 2017       |
| 127 | "Truyền kì Ninja quả cảm ~Jiraiya Nhẫn Pháp Thiếp~ Phần đầu" "Dokonjō ninden ~Jiraiya ninpōchō~ Zenpen" (ド根性忍伝～自来也忍法帖～前編)                        | 24 tháng 9 năm 2009  | 26 tháng 9 năm 2017       |
| 128 | "Truyền kì Ninja quả cảm ~Jiraiya Nhẫn Pháp Thiếp~ Phần cuối" "Dokonjō ninden ~Jiraiya ninpōchō~ Kōhen" (ド根性忍伝～自来也忍法帖～後編)                        | 24 tháng 9 năm 2009  | 27 tháng 9 năm 2017       |
| 129 | "Thâm nhập! Ngôi làng ẩn trong mưa" "Sennyū! Amegakure no Sato" (潜入! 雨隠れの里)                                                                              | 8 tháng 10 năm 2009  | 28 tháng 9 năm 2017       |
| 130 | "Người đàn ông đã trở thành thần" "Kami to natta Otoko" (神となった男)                                                                                          | 8 tháng 10 năm 2009  | 29 tháng 9 năm 2017       |
| 131 | "Phát động! Cảnh giới tiên nhân" "Hatsudō! Sennin Mōdo" (発動! 仙人モード)                                                                                      | 15 tháng 10 năm 2009 | 2 tháng 10 năm 2017       |
| 132 | "Lục đạo của Pain, tham kiến" "Pein Rikudō, kenzan" (ペイン六道、見参)                                                                                          | 22 tháng 10 năm 2009 | 3 tháng 10 năm 2017       |
| 133 | "Truyền kỳ Jiraiya hào hiệp" "Jiraiya gōketsu monogatari" (自来也豪傑物語)                                                                                      | 29 tháng 10 năm 2009 | 4 tháng 10 năm 2017       |
| 134 | "Lời mời đến yến tiệc" "Utage e no izanai" (宴への誘い) | 5 tháng 11 năm 2009  | 5 tháng 10 năm 2017       |
| 135 | "Trong khoảnh khắc dài như vô tận" "Nagaki toki no naka de..." (長き瞬間の中で...)                                                                              | 19 tháng 11 năm 2009 | 6 tháng 10 năm 2017       |
| 136 | "Ánh sáng và bóng tối của Sharingan Vạn Hoa Đồng" "Mangekyō Sharingan no hikari to yami" (万華鏡写輪眼の光と闇)                                                 | 19 tháng 11 năm 2009 | 9 tháng 10 năm 2017       |
| 137 | "Amaterasu!" "Amaterasu" (天照) | 26 tháng 11 năm 2009 | 10 tháng 10 năm 2017      |
| 138 | "Hồi kết" "Shūen" (終焉) | 3 tháng 12 năm 2009  | 11 tháng 10 năm 2017      |
| 139 | "Bí mật của Tobi" "Tobi no nazo" (トビの謎) | 10 tháng 12 năm 2009 | 12 tháng 10 năm 2017      |
| 140 | "Định mệnh" "Innen" (因縁) | 17 tháng 12 năm 2009 | 13 tháng 10 năm 2017      |
| 141 | "Sự thật" "Shinjitsu" (真実) | 24 tháng 12 năm 2009 | 16 tháng 10 năm 2017      |
| 142 | "Trận chiến ở Unraikyo" "Unraikyō no tatakai" (雲雷峡の闘い) | 7 tháng 1 năm 2010   | 17 tháng 10 năm 2017      |
| 143 | "Bát Vĩ đấu với Sasuke" "'Hachibi' tai 'Sasuke'" (「八尾」対「サスケ」)                                                                                         | 14 tháng 1 năm 2010  | 18 tháng 10 năm 2017      |

### Mùa 7 (2010)
| #   | Tên tập phim                                                     | Ngày phát sóng gốc  | Ngày phát sóng tiếng Việt |
| --- | ---------------------------------------------------------------- | ------------------- | ------------------------- |
| 144 | "Kẻ lang thang" "Fūraibō" (風来坊)                               | 21 tháng 1 năm 2010 | 19 tháng 10 năm 2017      |
| 145 | "Người kế thừa cấm thuật" "Kinjutsu no keishōsha" (禁術の継承者) | 28 tháng 1 năm 2010 | 20 tháng 10 năm 2017      |
| 146 | "Ước nguyện của người kế vị" "Keishōsha no omoi" (継承者の想い)  | 4 tháng 2 năm 2010  | 23 tháng 10 năm 2017      |
| 147 | "Quá khứ của Ninja lưu vong" "Nukenin no kako" (抜け忍の過去)    | 11 tháng 2 năm 2010 | 24 tháng 10 năm 2017      |
| 148 | "Bóng tối của người kế vị" "Yami no kōkeisha" (闇の後継者)       | 18 tháng 2 năm 2010 | 25 tháng 10 năm 2017      |
| 149 | "Chia cắt" "Betsuri" (別離)                                      | 25 tháng 2 năm 2010 | 26 tháng 10 năm 2017      |
| 150 | "Cấm thuật khai ấn" "Kinjutsu hatsudō" (禁術発動)                | 4 tháng 3 năm 2010  | 27 tháng 10 năm 2017      |
| 151 | "Sư đồ" "Shitei" (師弟)                                          | 11 tháng 3 năm 2010 | 30 tháng 10 năm 2017      |

### Mùa 8: 2010
| #   | Tên tập phim | Ngày phát sóng gốc  | Ngày phát sóng tiếng Việt |
| --- | --- | ------------------- | ------------------------- |
| 152 | "Tin buồn" "Hihō" (悲報) | 25 tháng 3 năm 2010 | 31 tháng 10 năm 2017      |
| 153 | "Theo bóng sư phụ" "Shi no Kage o Otte" (師の影を追って)                                                                               | 25 tháng 3 năm 2010 | 1 tháng 11 năm 2017       |
| 154 | "Giải mã ám hiệu" "Angō Kaidoku" (暗号解読)                                                                                            | 8 tháng 4 năm 2010  | 2 tháng 11 năm 2017       |
| 155 | "Thử thách đầu tiên" "Daiichi no Kadai" (第一の課題)                                                                                   | 8 tháng 4 năm 2010  | 3 tháng 11 năm 2017       |
| 156 | "Thời khắc vượt qua sư phụ" "Shi o Koeru Toki" (師を超えるとき)                                                                        | 15 tháng 4 năm 2010 | 6 tháng 11 năm 2017       |
| 157 | "Tấn công Làng Lá" "Konoha Shūgeki!" (木ノ葉襲撃!)                                                                                     | 22 tháng 4 năm 2010 | 7 tháng 11 năm 2017       |
| 158 | "Sức mạnh để tin tưởng" "Shinjiru Chikara" (信じる力)                                                                                  | 29 tháng 4 năm 2010 | 8 tháng 11 năm 2017       |
| 159 | "Pain đối đầu Kakashi" "Pein vs Kakashi" (ペインvsカカシ)                                                                              | 6 tháng 5 năm 2010  | 9 tháng 11 năm 2017       |
| 160 | "Bí ẩn mang tên Pain" "Pein no Nazo" (ペインの謎)                                                                                      | 13 tháng 5 năm 2010 | 10 tháng 11 năm 2017      |
| 161 | "Họ: Sarutobi, tên: Konohamaru!" "Sei wa Sarutobi, Na wa Konohamaru!" (姓は猿飛、名は木ノ葉丸!)                                        | 20 tháng 5 năm 2010 | 13 tháng 11 năm 2017      |
| 162 | "Gieo rắc nỗi đau cho thế giới" "Sekai ni Itami o" (世界に痛みを)                                                                      | 27 tháng 5 năm 2010 | 14 tháng 11 năm 2017      |
| 163 | "Bộc phát! Cảnh giới Tiên nhân" "Bakuhatsu! Sennin Mōdo" (爆発! 仙人モード)                                                            | 3 tháng 6 năm 2010  | 15 tháng 11 năm 2017      |
| 164 | "Nguy cơ! Giới hạn của Cảnh giới Tiên nhân" "Pinchi! Kieta Sennin Mōdo" (危機! 消えた仙人モード)                                       | 10 tháng 6 năm 2010 | 16 tháng 11 năm 2017      |
| 165 | "Cửu Vĩ bị bắt giữ" "Kyūbi Hokaku Kanryō" (九尾捕獲完了)                                                                               | 17 tháng 6 năm 2010 | 17 tháng 11 năm 2017      |
| 166 | "Bộc bạch" "Kokuhaku" (告白) | 24 tháng 6 năm 2010 | 20 tháng 11 năm 2017      |
| 167 | "Địa Bộc Thiên Tinh" "Chibaku Tensei" (地爆天星)                                                                                       | 1 tháng 7 năm 2010  | 21 tháng 11 năm 2017      |
| 168 | "Hokage Đệ Tứ" "Yondaime Hokage" (四代目火影)                                                                                          | 15 tháng 7 năm 2010 | 22 tháng 11 năm 2017      |
| 169 | "Hai người Đệ Tử" "Futari no Deshi" (ふたりの弟子)                                                                                     | 22 tháng 7 năm 2010 | 23 tháng 11 năm 2017      |
| 170 | "Đại mạo hiểm! Truy tìm di sản của Đệ Tứ - Phần đầu" "Daibōken! Yondaime no Isan o Sagase - Zenpen" (大冒険! 四代目の遺産を探せ・前編) | 29 tháng 7 năm 2010 | 24 tháng 11 năm 2017      |
| 171 | "Đại mạo hiểm! Truy tìm di sản của Đệ Tứ - Phần cuối" "Daibōken! Yondaime no Isan o Sagase - Kōhen" (大冒険! 四代目の遺産を探せ・後編) | 29 tháng 7 năm 2010 | 27 tháng 11 năm 2017      |
| 172 | "Đối mặt" "Deai" (出逢い) | 5 tháng 8 năm 2010  | 28 tháng 11 năm 2017      |
| 173 | "Khởi nguồn của Pain" "Pein Tanjō" (ペイン誕生)                                                                                        | 12 tháng 8 năm 2010 | 29 tháng 11 năm 2017      |
| 174 | "Truyền kỳ Uzumaki Naruto" "Uzumaki Naruto Monogatari" (うずまきナルト物語)                                                            | 19 tháng 8 năm 2010 | 30 tháng 11 năm 2017      |
| 175 | "Người hùng của Làng Lá" "Konoha no Eiyū" (木ノ葉の英雄)                                                                               | 26 tháng 8 năm 2010 | 1 tháng 12 năm 2017       |

### mùa 9 (2010–11)
| #   | Tên tập phim                                                                          | Ngày phát sóng gốc   | Ngày phát sóng tiếng Việt |
| --- | ------------------------------------------------------------------------------------- | -------------------- | ------------------------- |
| 176 | "Giáo viên mới vào nghề: Iruka" "Shinmai Kyōshi Iruka" (新米教師イルカ)               | 2 tháng 9 năm 2010   | 4 tháng 12 năm 2017       |
| 177 | "Thử thách của Iruka" "Iruka no Shiren" (イルカの試練)                                | 9 tháng 9 năm 2010   | 5 tháng 12 năm 2017       |
| 178 | "Quyết định của Iruka" "Iruka no Ketsui" (イルカの決意)                               | 16 tháng 9 năm 2010  | 6 tháng 12 năm 2017       |
| 179 | "Ninja hướng dẫn, Hatake Kakashi" "Tantō Jōnin Hatake Kakashi" (担当上忍はたけカカシ) | 30 tháng 9 năm 2010  | 7 tháng 12 năm 2017       |
| 180 | "Inari, bài kiểm tra lòng can đảm" "Inari, Tamesareru Yūki" (イナリ、試される勇気)    | 7 tháng 10 năm 2010  | 8 tháng 12 năm 2017       |
| 181 | "Khóa học trả thù của Naruto" "Naruto, Adauchi Shinanjuku" (ナルト、仇討ち指南塾)     | 14 tháng 10 năm 2010 | 11 tháng 12 năm 2017      |
| 182 | "Mối quan hệ của Gaara" "Gaara 'Kizuna'" (我愛羅『絆』)                               | 21 tháng 10 năm 2010 | 12 tháng 12 năm 2017      |
| 183 | "Bùng phát đại dịch Naruto" "Naruto Autobureiku" (ナルト・アウトブレイク)             | 28 tháng 10 năm 2010 | 13 tháng 12 năm 2017      |
| 184 | "Xuất kích! Đội Tenten" "Shutsugeki! Tenten-han" (出撃! テンテン班)                   | 4 tháng 11 năm 2010  | 14 tháng 12 năm 2017      |
| 185 | "Lãnh địa động vật" "Animaru Bangaichi" (アニマル番外地)                              | 11 tháng 11 năm 2010 | 15 tháng 12 năm 2017      |
| 186 | "Ah, thần dược của tuổi trẻ" "Aa, Seishun no Kanpōgan" (ああ、青春の漢方丸)           | 18 tháng 11 năm 2010 | 18 tháng 12 năm 2017      |
| 187 | "Sư phụ và đệ tử: Tu luyện" "Dokonjō Shitei Shugyōhen" (ド根性師弟修業編)             | 25 tháng 11 năm 2010 | 19 tháng 12 năm 2017      |
| 188 | "Sư phụ và đệ tử: Nhẫn phong" "Dokonjō Shitei Ninpūroku" (ド根性師弟忍風録)           | 25 tháng 11 năm 2010 | 20 tháng 12 năm 2017      |
| 189 | "Bộ sưu tập dấu chân mèo của Sasuke" "Sasuke no Nikukyū Taizen" (サスケの肉球大全)    | 2 tháng 12 năm 2010  | 21 tháng 12 năm 2017      |
| 190 | "Naruto và lão Ninja" "Naruto to Rōhei" (ナルトと老兵)                                | 9 tháng 12 năm 2010  | 22 tháng 12 năm 2017      |
| 191 | "Chuyện tình Kakashi" "Kakashi Koiuta" (カカシ恋歌)                                   | 16 tháng 12 năm 2010 | 25 tháng 12 năm 2017      |
| 192 | "Neji ngoại truyện" "Neji Gaiden" (ネジ外伝)                                          | 23 tháng 12 năm 2010 | 26 tháng 12 năm 2017      |
| 193 | "Người đàn ông chết hai lần" "Nido Shinda Otoko" (二度死んだ男)                       | 6 tháng 1 năm 2011   | 27 tháng 12 năm 2017      |
| 194 | "Cuộc đua ba chân tệ nhất" "Saiaku no Nininsankyaku" (最悪の二人三脚)                 | 13 tháng 1 năm 2011  | 28 tháng 12 năm 2017      |
| 195 | "Liên kết, đội 10" "Renkei, Daijuppan" (連携、第十班)                                 | 20 tháng 1 năm 2011  | 29 tháng 12 năm 2017      |
| 196 | "Tiến vào bóng tối" "Yami e no Shissō" (闇への疾走)                                   | 27 tháng 1 năm 2011  | 1 tháng 1 năm 2018        |

### Mùa 10 (2011)
| #   | Tên tập phim                                                                    | Ngày phát sóng gốc  | Ngày phát sóng tiếng Việt |
| --- | ------------------------------------------------------------------------------- | ------------------- | ------------------------- |
| 197 | "Hokage đệ lục Danzo" "Rokudaime Hokage Danzō" (六代目火影ダンゾウ)             | 10 tháng 2 năm 2011 | 25 tháng 8 năm 2021       |
| 198 | "Cuộc họp Ngũ Kage trước nửa đêm" "Gokage Kaidan Zen'ya" (五影会談前夜)         | 10 tháng 2 năm 2011 | 26 tháng 9 năm 2021       |
| 199 | "Hội trường Ngũ Kage" "Gokage Tōjō!" (五影登場!)                                | 17 tháng 2 năm 2011 | 27 tháng 8 năm 2021       |
| 200 | "Thỉnh nguyện của Naruto" "Naruto no Tangan" (ナルトの嘆願)                     | 24 tháng 2 năm 2011 | 28 tháng 8 năm 2021       |
| 201 | "Quyết định đau đớn" "Kujū no Ketsudan" (苦渋の決断)                            | 3 tháng 3 năm 2011  | 29 tháng 8 năm 2021       |
| 202 | "Chớp nhoáng" "Hashiru Ikazuchi" (疾走る雷)                                     | 10 tháng 3 năm 2011 | 30 tháng 8 năm 2021       |
| 203 | "Nhẫn đạo của Sasuke" "Sasuke no Nindō" (サスケの忍道)                          | 17 tháng 3 năm 2011 | 31 tháng 8 năm 2021       |
| 204 | "Thực lực của Ngũ Kage" "Gokage no Chikara" (五影の実力)                        | 24 tháng 3 năm 2011 | 1 tháng 9 năm 2021        |
| 205 | "Lời tuyên chiến" "Sensenfukoku" (宣戦布告)                                     | 31 tháng 3 năm 2011 | 2 tháng 9 năm 2021        |
| 206 | "Tâm nguyện của Sakura" "Sakura no Omoi" (サクラの想い)                         | 7 tháng 4 năm 2011  | 3 tháng 9 năm 2021        |
| 207 | "Vĩ Thú vs. Vĩ Thú không đuôi" "Bijū VS O no nai Bijū" (尾獣VS尾のない尾獣)     | 14 tháng 4 năm 2011 | 4 tháng 9 năm 2021        |
| 208 | "Như một người bạn" "Tomo to shite" (親友として)                                | 21 tháng 4 năm 2011 | 5 tháng 9 năm 2021        |
| 209 | "Cánh tay phải của Danzō" "Danzō no Migiude" (ダンゾウの右腕)                   | 28 tháng 4 năm 2011 | 6 tháng 9 năm 2021        |
| 210 | "Đồng thuật cấm" "Kinjirareta Dōjutsu" (禁じられた瞳術)                         | 5 tháng 5 năm 2011  | 7 tháng 9 năm 2021        |
| 211 | "Shimura Danzō" (志村ダンゾウ)                                                  | 12 tháng 5 năm 2011 | 8 tháng 9 năm 2021        |
| 212 | "Sự tỉnh ngộ của Sakura" "Sakura no Kakugo" (サクラの覚悟)                      | 19 tháng 5 năm 2011 | 9 tháng 9 năm 2021        |
| 213 | "Mối liên kết đã mất" "Ushinawareta Kizuna" (失われた絆)                        | 26 tháng 5 năm 2011 | 10 tháng 9 năm 2021       |
| 214 | "Gánh nặng" "Seōbeki Omoni" (背負うべき重荷)                                    | 2 tháng 6 năm 2011  | 11 tháng 9 năm 2021       |
| 215 | "Hai số phận" "Shukumei no Futari" (宿命のふたり)                               | 9 tháng 6 năm 2011  | 12 tháng 9 năm 2021       |
| 216 | "Ninja cùng đẳng cấp" "Ichiryū no Shinobi" (一流の忍)                           | 16 tháng 6 năm 2011 | 13 tháng 9 năm 2021       |
| 217 | "Kẻ đột nhập" "Sennyūsha" (潜入者)                                              | 23 tháng 6 năm 2011 | 14 tháng 9 năm 2021       |
| 218 | "Huy động lực lượng, Ngũ Đại Cường Quốc" "Ugokidasu Taikoku" (動き出す大国)     | 30 tháng 6 năm 2011 | 15 tháng 9 năm 2021       |
| 219 | "Hokage Hatake Kakashi" (火影はたけカカシ)                                      | 7 tháng 7 năm 2011  | 16 tháng 9 năm 2021       |
| 220 | "Lời tiên tri của Cóc Đại Tiên Nhân" "Ōgama Sennin no Yogen" (大ガマ仙人の予言) | 21 tháng 7 năm 2011 | 17 tháng 9 năm 2021       |
| 221 | "Tàng" "Kurairi" (蔵入り)                                                       | 28 tháng 7 năm 2011 | 18 tháng 9 năm 2021       |

### Mùa 11 (2011)
| #   | Tên tập phim | Ngày phát sóng gốc   | Ngày phát sóng tiếng Việt |
| --- | --- | -------------------- | ------------------------- |
| 222 | "Quyết định của Ngũ Kage" "Gokage no Ketsudan" (五影の決断)                                                         | 28 tháng 7 năm 2011  | 19 tháng 9 năm 2021       |
| 223 | "Con người của biển" "Seinen to Umi" (青年と海)                                                                     | 4 tháng 8 năm 2011   | 20 tháng 9 năm 2021       |
| 224 | "Ninja vùng đất Benisu" "Benisu no Shōnin" (紅州の商忍)                                                             | 11 tháng 8 năm 2011  | 21 tháng 9 năm 2021       |
| 225 | "Lời nguyền con tàu ma" "Norowareta Yūreisen" (呪われた幽霊船)                                                      | 18 tháng 8 năm 2011  | 22 tháng 9 năm 2021       |
| 226 | "Trận chiến trên đảo" "Senkan no Shima" (戦艦の島)                                                                  | 25 tháng 8 năm 2011  | 23 tháng 9 năm 2021       |
| 227 | "Hòn đảo bị lãng quên" "Bōkyaku no Shima" (忘却の島)                                                                | 1 tháng 9 năm 2011   | 24 tháng 9 năm 2021       |
| 228 | "Chiến nào! Rock Lee!" "Tatakae Rokku Rī!" (闘えロック・リー!)                                                      | 8 tháng 9 năm 2011   | 25 tháng 9 năm 2021       |
| 229 | "Ăn hay chết! Những cây nấm địa ngục!!" "Kuu ka Kuwareru ka! Odoru Kinoko Jigoku" (食うか食われるか!踊るキノコ地獄) | 22 tháng 9 năm 2011  | 26 tháng 9 năm 2021       |
| 230 | "Phân thân trả thù" "Kage no Gyakushū" (影の逆襲)                                                                   | 29 tháng 9 năm 2011  | 27 tháng 9 năm 2021       |
| 231 | "Con đường khép kín" "Tozasareta Kōro" (閉ざされた航路)                                                             | 6 tháng 10 năm 2011  | 28 tháng 9 năm 2021       |
| 232 | "Nữ Konoha họp mặt" "Konoha no Joshikai" (木ノ葉の女子会)                                                           | 13 tháng 10 năm 2011 | 29 tháng 9 năm 2021       |
| 233 | "Kẻ giả mạo Naruto" "Sanjō, Nise? Naruto" (参上、偽?ナルト)                                                         | 20 tháng 10 năm 2011 | 30 tháng 9 năm 2021       |
| 234 | "Học trò cưng của Naruto" "Naruto no Manadeshi" (ナルトの愛弟子)                                                    | 27 tháng 10 năm 2011 | 1 tháng 10 năm 2021       |
| 235 | "Kunoichi của làng Nadeshiko" "Nadeshiko no Kunoichi" (撫子のくノ一)                                                | 3 tháng 11 năm 2011  | 2 tháng 10 năm 2021       |
| 236 | "Bạn để tin tưởng" "Nakama no Senaka" (仲間の背中)                                                                  | 10 tháng 11 năm 2011 | 3 tháng 10 năm 2021       |
| 237 | "Người hùng của tôi, đại nhân Tsunade!" "Aa, Akogare no Tsunade-sama" (ああ、憧れの綱手様)                          | 24 tháng 11 năm 2011 | 4 tháng 10 năm 2021       |
| 238 | "Ngày nghỉ của Sai" "Sai no Kyūsoku" (サイの休息)                                                                   | 1 tháng 12 năm 2011  | 5 tháng 10 năm 2021       |
| 239 | "Bộ tam huyền thoại Ino-Shika-Cho" "Densetsu no Inoshikachō" (伝説の猪鹿蝶)                                         | 8 tháng 12 năm 2011  | 6 tháng 10 năm 2021       |
| 240 | "Quyết định của Kiba" "Kiba no Ketsui" (キバの決意)                                                                 | 15 tháng 12 năm 2011 | 7 tháng 10 năm 2021       |
| 241 | "Kakashi, Đối thủ truyền kiếp của tôi" "Kakashi, Waga Eien no Raibaru yo" (カカシ、我が永遠のライバルよ)            | 22 tháng 12 năm 2011 | 8 tháng 10 năm 2021       |
| 242 | "Lời thề của Naruto" "Naruto no Chikai" (ナルトの誓い)                                                              | 28 tháng 12 năm 2011 | 9 tháng 10 năm 2021       |

### Mùa 12 (2012)
| #   | Tên tập phim | Ngày phát sóng gốc  | Ngày phát sóng tiếng Việt |
| --- | --- | ------------------- | ------------------------- |
| 243 | "Cập bến! Hòn đảo thiên đường?" "Jōriku! Rakuen no Shima?" (上陸! 楽園の島?)                                       | 5 tháng 1 năm 2012  | 10 tháng 10 năm 2021      |
| 244 | "Killer Bee và Motoi" "Kirābī to Motoi" (キラービーとモトイ)                                                       | 12 tháng 1 năm 2012 | 11 tháng 10 năm 2021      |
| 245 | "Thử thách tiếp theo! Naruto vs. Cửu Vĩ" "Saranaru Shiren! Naruto VS Kyūbi!!" (さらなる試練! ナルトVS九尾!!)       | 19 tháng 1 năm 2012 | 12 tháng 10 năm 2021      |
| 246 | "Ánh lửa màu cam" "Orenji-iro no Kagayaki" (オレンジ色の輝き)                                                      | 26 tháng 1 năm 2011 | 13 tháng 10 năm 2021      |
| 247 | "Mục tiêu: Cửu Vĩ" "Nerawareta Kyūbi" (狙われた九尾)                                                               | 2 tháng 2 năm 2012  | 14 tháng 10 năm 2021      |
| 248 | "Trận tử chiến của Đệ Tứ!!" "Yondaime no Shitō!!" (四代目の死闘!!)                                                 | 9 tháng 2 năm 2012  | 15 tháng 10 năm 2021      |
| 249 | "Lời cảm ơn" "'Arigatō'" (「ありがとう」)                                                                          | 9 tháng 2 năm 2012  | 16 tháng 10 năm 2021      |
| 250 | "Quái nhân VS Quái vật! Trận chiến ở thiên đường" "Chinjū VS Kaijin! Rakuen no Tatakai!" (珍獣VS怪人! 楽園の戦い!) | 16 tháng 2 năm 2012 | 17 tháng 10 năm 2021      |
| 251 | "Thiên thần địa ngục" "Kisame to Iu Otoko" (鬼鮫という男)                                                          | 23 tháng 2 năm 2012 | 18 tháng 10 năm 2021      |
| 252 | "Thiên thần địa ngục (tiếp theo)" "Shi e Izanau Tenshi" (死へいざなう天使)                                         | 1 tháng 3 năm 2012  | 19 tháng 10 năm 2021      |
| 253 | "Cầu nối hòa bình" "Heiwa e no Kakehashi" (平和への懸け橋)                                                         | 8 tháng 3 năm 2012  | 20 tháng 10 năm 2021      |
| 254 | "Nhiệm vụ tuyệt mật - cấp S" "Doesu-kyū Gokuhi Ninmu" (ドS級極秘任務)                                              | 15 tháng 3 năm 2012 | 21 tháng 10 năm 2021      |
| 255 | "Nghệ thuật trở lại" "Geijutsuka Futatabi" (芸術家再び)                                                            | 22 tháng 3 năm 2012 | 22 tháng 10 năm 2021      |
| 256 | "Tập hợp! Lực lượng đồng minh Shinobi!" "Shūketsu! Shinobi Rengōgun!" (集結! 忍連合軍!)                            | 29 tháng 3 năm 2012 | 23 tháng 10 năm 2021      |
| 257 | "Gặp gỡ" "Deai" (出会い)                                                                                           | 5 tháng 4 năm 2012  | 24 tháng 10 năm 2021      |
| 258 | "Đối thủ" "Raibaru" (ライバル)                                                                                     | 12 tháng 4 năm 2012 | 25 tháng 10 năm 2021      |
| 259 | "Rạn nứt" "Kiretsu" (亀裂)                                                                                         | 19 tháng 4 năm 2012 | 26 tháng 10 năm 2021      |
| 260 | "Phân ly" "Ribetsu" (離別)                                                                                         | 26 tháng 4 năm 2012 | 27 tháng 10 năm 2021      |
| 261 | "Vì bạn tôi" "Tomo no Tame ni" (友のために)                                                                        | 3 tháng 5 năm 2012  | 28 tháng 10 năm 2021      |
| 262 | "Khởi chiến" "Kaisen!" (開戦!)                                                                                     | 10 tháng 5 năm 2012 | 29 tháng 10 năm 2021      |
| 263 | "Sai và Shin" "Sai to Shin" (サイとシン)                                                                           | 17 tháng 5 năm 2012 | 30 tháng 10 năm 2021      |
| 264 | "Bí mật của Tạp Giới Chuyển Sinh" "Edo Tensei no Himitsu" (穢土転生の秘密)                                         | 24 tháng 5 năm 2012 | 31 tháng 10 năm 2021      |
| 265 | "Ân oán trở lại" "Shukuteki to no Saikai" (宿敵との再会)                                                           | 31 tháng 5 năm 2012 | 1 tháng 11 năm 2021       |
| 266 | "Nhà Chiến Lược Thiên Tài Của Konoha" "Saisho no Teki, Saigo no Teki" (最初の敵, 最後の敵)                         | 7 tháng 6 năm 2012  | 2 tháng 11 năm 2021       |
| 267 | "Nhà Chiến Lược Thiên Tài Của Konoha (tiếp theo)" "Konoha no Tensai Gunshi" (木ノ葉の天才軍師)                     | 21 tháng 6 năm 2012 | 3 tháng 11 năm 2021       |
| 268 | "Trận chiến gai góc của mọi người!!" "Sorezore no Gekisen!!" (それぞれの激戦!!)                                    | 28 tháng 6 năm 2012 | 4 tháng 11 năm 2021       |
| 269 | "Cấm ngữ" "Enu Jī Wādo" (NGワード)                                                                                 | 5 tháng 7 năm 2012  | 5 tháng 11 năm 2021       |
| 270 | "Liên kết vàng" "Konjiki no Kizuna" (金色の絆)                                                                     | 19 tháng 7 năm 2012 | 6 tháng 11 năm 2021       |
| 271 | "Con đường đến với Sakura" (Road to Sakura)                                                                        | 26 tháng 7 năm 2012 | 7 tháng 11 năm 2021       |
| 272 | "Mifune vs. Hanzo" "Mifune vs Hanzō" (ミフネVS半蔵)                                                                | 2 tháng 8 năm 2012  | 8 tháng 11 năm 2021       |
| 273 | "Lòng trắc ẩn" "Hontō no Yasashisa" (本当 の優しさ)                                                                | 9 tháng 8 năm 2012  | 9 tháng 11 năm 2021       |
| 274 | "Ino-Shika-Cho hoàn thiện!" "Kanpeki na Inoshikachō!!" (完璧な猪鹿蝶!!)                                            | 9 tháng 8 năm 2012  | 10 tháng 11 năm 2021      |
| 275 | "Thông điệp từ trái tim" "Kokoro no Naka no Tegami" (心の中の手紙)                                                 | 16 tháng 8 năm 2012 | 11 tháng 11 năm 2021      |

### Mùa 13 (2012–2013)
| #   | Tên tập phim | Ngày phát sóng gốc   | Ngày phát sóng tiếng Việt |
| --- | --- | -------------------- | ------------------------- |
| 276 | "Gedo Mazo tấn công" "Gedō Mazō no Shūrai" (外道魔像の襲来)                                                     | 23 tháng 8 năm 2012  | 12 tháng 11 năm 2021      |
| 277 | "Giao ước đoàn kết" "Wakai no In" (和解の印)                                                                    | 30 tháng 8 năm 2012  | 13 tháng 11 năm 2021      |
| 278 | "Ninja trị thương gặp nguy hiểm" "Nerawareta Iryō Ninja" (狙われた医療忍者)                                     | 6 tháng 9 năm 2012   | 14 tháng 11 năm 2021      |
| 279 | "Cái bẫy của Bạch Zetsu" "Shiro Zetsu no Torappu" (白ゼツの罠)                                                  | 13 tháng 9 năm 2012  | 15 tháng 11 năm 2021      |
| 280 | "Mỹ Học của kẻ nghệ sĩ" "Geijutsuka no Bigaku" (芸術家の美学)                                                   | 20 tháng 9 năm 2012  | 16 tháng 11 năm 2021      |
| 281 | "Lực lượng đồng minh các bà mẹ" "Kā-chan Rengōgun!!" (母ちゃん連合軍!!)                                         | 27 tháng 9 năm 2012  | 17 tháng 11 năm 2021      |
| 282 | "Bí mật của cặp đôi hùng mạnh nhất" "Hiwa: Saikyō Taggu!!" (秘話・最強タッグ!!)                                 | 4 tháng 10 năm 2012  | 18 tháng 11 năm 2021      |
| 283 | "Hai ánh hào quang" "Futatsu no Taiyō!!" (二つの太陽!!)                                                         | 11 tháng 10 năm 2012 | 19 tháng 11 năm 2021      |
| 284 | "Bổ đầu: Jinin Akebino!" "Kabutowari! Akebino Jinin" (兜割! 通草野餌人)                                         | 18 tháng 10 năm 2012 | 20 tháng 11 năm 2021      |
| 285 | "Người sử dụng Thiêu Thuật: Pakura làng Cát" "Shakuton Tsukai! Sunagakure no Pakura" (灼遁使い! 砂隠れのパクラ) | 25 tháng 10 năm 2012 | 21 tháng 11 năm 2021      |
| 286 | "Những thứ không thể lấy lại được" "Torimodosenai mono" (取り戻せないもの)                                      | 1 tháng 11 năm 2012  | 22 tháng 11 năm 2021      |
| 287 | "Thứ đáng để đặt cược" "Kakeru ni Ataisuru mono" (賭けるに値する者)                                             | 1 tháng 11 năm 2012  | 23 tháng 11 năm 2021      |
| 288 | "Nguy hiểm: Jinpachi và Kushimaru!" "Kyōi, Jinpachi - Kushimaru Konbi!!" (脅威、甚八・串丸コンビ!!)             | 8 tháng 11 năm 2012  | 24 tháng 11 năm 2021      |
| 289 | "Lôi Kiếm: Ameyuri Ringo!" "Raitō!! Ringo Ameyuri" (雷刀!! 林檎雨由利)                                          | 15 tháng 11 năm 2012 | 25 tháng 11 năm 2021      |
| 290 | "Quyền năng - Phần 1" (「力-Chikara-」episode1)                                                                 | 22 tháng 11 năm 2012 | 26 tháng 11 năm 2021      |
| 291 | "Quyền năng - Phần 2" (「力-Chikara-」episode2)                                                                 | 29 tháng 11 năm 2012 | 27 tháng 11 năm 2021      |
| 292 | "Quyền năng - Phần 3" (「力-Chikara-」episode3)                                                                 | 6 tháng 12 năm 2012  | 28 tháng 11 năm 2021      |
| 293 | "Quyền năng - Phần 4" (「力-Chikara-」episode4)                                                                 | 13 tháng 12 năm 2012 | 29 tháng 11 năm 2021      |
| 294 | "Quyền năng - Phần 5" (「力-Chikara-」episode5)                                                                 | 20 tháng 12 năm 2012 | 30 tháng 11 năm 2021      |
| 295 | "Quyền năng - Phần cuối" (「力-Chikara-」episode Final)                                                         | 10 tháng 1 năm 2013  | 1 tháng 12 năm 2021       |

### Mùa 14 (2013)
| #   | Tên tập phim | Ngày phát sóng gốc  | Ngày phát sóng tiếng Việt |
| --- | --- | ------------------- | ------------------------- |
| 296 | "Naruto, tham chiến!!" "Naruto, Sansen!!" (ナルト, 参戦!!)                                                           | 17 tháng 1 năm 2013 | 2 tháng 12 năm 2021       |
| 297 | "Cảm xúc của cha, tình yêu của mẹ" "Chichi no Omoi, Haha no Ai" (父の想い, 母の愛)                                   | 24 tháng 1 năm 2013 | 3 tháng 12 năm 2021       |
| 298 | "Giáp mặt! Naruto vs Itachi" "Tsuini Sesshoku!! Naruto VS Itachi" (ついに接触!! ナルトVSイタチ)                      | 31 tháng 1 năm 2013 | 4 tháng 12 năm 2021       |
| 299 | "Kẻ được công nhận" "Mitomerareshi Mono" (認められし者)                                                              | 7 tháng 2 năm 2013  | 5 tháng 12 năm 2021       |
| 300 | "Mizukage, Sò khổng lồ và Ảo ảnh" "Mizukage to Ōhamaguri to Shinkirō" (水影と蜃と蜃気楼)                             | 14 tháng 2 năm 2013 | 6 tháng 12 năm 2021       |
| 301 | "Mâu thuẫn" "Mujun" (矛盾)                                                                                           | 21 tháng 2 năm 2013 | 7 tháng 12 năm 2021       |
| 302 | "Khiếp sợ - Chưng Nguy Bộc Uy" "Kyōfu – Jōki Bōi" (恐怖・蒸危暴威)                                                   | 28 tháng 2 năm 2013 | 8 tháng 12 năm 2021       |
| 303 | "Bóng ma từ quá khứ" "Kako no Bōrei" (過去の亡霊)                                                                    | 7 tháng 3 năm 2013  | 9 tháng 12 năm 2021       |
| 304 | "Thuật hoàn tuyền chuyển thân" "Yomi Tenshin no Jutsu" (黄泉転身の術)                                                | 14 tháng 3 năm 2013 | 10 tháng 12 năm 2021      |
| 305 | "Kẻ báo thù" "Fukushūsha" (復讐者)                                                                                   | 21 tháng 3 năm 2013 | 10 tháng 12 năm 2021      |
| 306 | "Tâm Nhãn" "Kokoro no Me" (心の目)                                                                                   | 28 tháng 3 năm 2013 | 11 tháng 12 năm 2021      |
| 307 | "Tan biến theo ánh trăng" "Gekkō ni Kiyu" (月光に消ゆ)                                                               | 4 tháng 4 năm 2013  | 11 tháng 12 năm 2021      |
| 308 | "Đêm trăng khuyết" "Mikazuki no Yoru" (三日月の夜)                                                                   | 11 tháng 4 năm 2013 | 12 tháng 12 năm 2021      |
| 309 | "Nhiệm vụ cấp A: Tỉ thí ngự thiện" "Ē-Ranku Ninmu: Gozen Jiai" (A級任務・御膳試合)                                   | 18 tháng 4 năm 2013 | 13 tháng 12 năm 2021      |
| 310 | "Thành Vỡ" "Rakujō" (落城)                                                                                           | 25 tháng 4 năm 2013 | 14 tháng 12 năm 2021      |
| 311 | "Mở màn về Đường tới Ninja" (Prologue of Road to Ninja)                                                              | 2 tháng 5 năm 2013  | 15 tháng 12 năm 2021      |
| 312 | "Lão Nhân và Long Nhãn" "Rōjin to Ryū no Me" (老人と龍の目)                                                          | 9 tháng 5 năm 2013  | 16 tháng 12 năm 2021      |
| 313 | "Mưa tuyết kèm theo sấm chớp" "Ame Nochi Yuki, Tokidoki Kaminari" (雨のち雪, ときどき雷)                             | 16 tháng 5 năm 2013 | 17 tháng 12 năm 2021      |
| 314 | "Trời buồn có mưa rải rác" "Kanashī Tenkiame" (悲しい天気雨)                                                         | 23 tháng 5 năm 2013 | 17 tháng 12 năm 2021      |
| 315 | "Dư âm của tuyết" "Nagoriyuki" (名残雪)                                                                              | 30 tháng 5 năm 2013 | 18 tháng 12 năm 2021      |
| 316 | "Lực lượng Liên minh chuyển sinh!!" "Edo Tensei Rengōgun!!" (穢土転生連合軍!!)                                       | 6 tháng 6 năm 2013  | 18 tháng 12 năm 2021      |
| 317 | "Shino vs Torune!" "Shino VS Torune!!" (シノVSトルネ!!)                                                              | 13 tháng 6 năm 2013 | 19 tháng 12 năm 2021      |
| 318 | "Khoảng trống trong tim - Một Nhân Trụ Lực khác" "Kokoro no Ana - Mō Hitori no Jinchūriki" (心の穴 もう一人の人柱力) | 20 tháng 6 năm 2013 | 20 tháng 12 năm 2021      |
| 319 | "Linh hồn trong hình nhân" "Kugutsu ni Yadoru Tamashī" (傀儡に宿る魂)                                                | 27 tháng 6 năm 2013 | 21 tháng 12 năm 2021      |
| 320 | "Chạy đi, Omoi!" "Hashire Omoi" (走れオモイ)                                                                         | 4 tháng 7 năm 2013  | 22 tháng 12 năm 2021      |

### Mùa 15 (2013–2014)
| #   | Tên tập phim                                                                                               | Ngày phát sóng gốc   | Ngày phát sóng tiếng Việt |
| --- | --- | -------------------- | ------------------------- |
| 321 | "Viện quân tiếp ứng" "Zōen tōchaku" (増援到着)                                                             | 18 tháng 7 năm 2013  | 23 tháng 12 năm 2021      |
| 322 | "Uchiha Madara" (うちはマダラ)                                                                             | 25 tháng 7 năm 2013  | 24 tháng 12 năm 2021      |
| 323 | "Ngũ Kage tập hợp" "Gokage Shūketsu...!!" (五影集結...!!)                                                  | 1 tháng 8 năm 2013   | 24 tháng 12 năm 2021      |
| 324 | "Mặt nạ bất hoại và bong bóng tan vỡ" "Warenai Kamen — Wareta Shabondama" (割れない仮面・割れたシャボン玉) | 8 tháng 8 năm 2013   | 25 tháng 12 năm 2021      |
| 325 | "Nhân Trụ Lực vs Nhân Trụ Lực!!" "Jinchūriki VS Jinchūriki!!" (人柱力VS人柱力!!)                           | 15 tháng 8 năm 2013  | 25 tháng 12 năm 2021      |
| 326 | "Tứ Vĩ – Chúa Tể Hầu Vương" "Yonbi — Sen'en no Ō" (四尾・仙猿の王)                                         | 22 tháng 8 năm 2013  | 26 tháng 12 năm 2021      |
| 327 | "Cửu Vĩ" "Kyūbi" (九尾)                                                                                    | 29 tháng 8 năm 2013  | 27 tháng 12 năm 2021      |
| 328 | "Kurama" (九喇嘛)                                                                                          | 29 tháng 8 năm 2013  | 28 tháng 12 năm 2021      |
| 329 | "Đội hình cặp đôi" "Tsū Man Seru" (ツーマンセル)                                                           | 5 tháng 9 năm 2013   | 29 tháng 12 năm 2021      |
| 330 | "Điềm báo của chiến thắng" "Shōri e no Yogen" (勝利への予言)                                               | 12 tháng 9 năm 2013  | 30 tháng 12 năm 2021      |
| 331 | "Đôi mắt nhìn xuyên bóng tối" "Yami o Miru Me" (闇を見る眼)                                                | 19 tháng 9 năm 2013  | 31 tháng 12 năm 2021      |
| 332 | "Thạch chí" "Ishi no Ishi" (石の意志)                                                                      | 26 tháng 9 năm 2013  | 31 tháng 12 năm 2021      |
| 333 | "Nguy cơ của Uế Thổ Chuyển Sinh" "Edo Tensei no Risuku" (穢土転生のリスク)                                 | 3 tháng 10 năm 2013  | 1 tháng 1 năm 2022        |
| 334 | "Huynh đệ song đấu" "Kyōdai Taggu!!" (兄弟, 共闘!!)                                                        | 10 tháng 10 năm 2013 | 1 tháng 1 năm 2022        |
| 335 | "Làng Lá của mỗi người" "Tagai no Konoha" (互いの木ノ葉)                                                   | 24 tháng 10 năm 2010 | 2 tháng 1 năm 2022        |
| 336 | "Yakushi Kabuto" (薬師カブト)                                                                              | 31 tháng 10 năm 2013 | 3 tháng 1 năm 2022        |
| 337 | "Phát động Izanami" "Hatsudō: Izanami" (発動・イザナミ)                                                    | 7 tháng 11 năm 2013  | 4 tháng 1 năm 2022        |
| 338 | "Izanagi và Izanami" "Izanagi to Izanami" (イザナギとイザナミ)                                             | 14 tháng 11 năm 2013 | 5 tháng 1 năm 2022        |
| 339 | "Anh sẽ mãi yêu thương em" "Omae o Zutto Aishiteiru" (お前をずっと愛している)                              | 21 tháng 11 năm 2013 | 6 tháng 1 năm 2022        |
| 340 | "Uế Thổ Chuyển Sinh - Giải" "Edo Tensei: Kai" (穢土転生・解)                                               | 28 tháng 11 năm 2013 | 7 tháng 1 năm 2022        |
| 341 | "Trở lại! Orochimaru" "Fukkatsu!! Orochimaru" (復活!! 大蛇丸)                                              | 5 tháng 12 năm 2013  | 7 tháng 1 năm 2022        |
| 342 | "Bí mật của Nhẫn thuật Thời Không" "Jikūkan Ninjutsu no Himitsu" (時空間忍術の秘密)                        | 12 tháng 12 năm 2013 | 8 tháng 1 năm 2022        |
| 343 | "Ngươi là ai!!" "Temē wa Dare da!!" (てめーは誰だ!!)                                                       | 19 tháng 12 năm 2013 | 8 tháng 1 năm 2022        |
| 344 | "Obito và Madara" "Obito to Madara" (オビトとマダラ)                                                       | 9 tháng 1 năm 2014   | 9 tháng 1 năm 2022        |
| 345 | "Ta đang ở trong Địa Ngục" "Ore wa Jigoku ni Iru" (オレは地獄に居る)                                       | 16 tháng 1 năm 2014  | 10 tháng 1 năm 2022       |
| 346 | "Mộng Giới" "Yume no Sekai" (夢の世界)                                                                     | 23 tháng 1 năm 2014  | 11 tháng 1 năm 2022       |
| 347 | "Bóng đen len lỏi" "Shinobiyoru Kage" (忍び寄る影)                                                         | 23 tháng 1 năm 2014  | 12 tháng 1 năm 2022       |
| 348 | "Tân Akatsuki" "Shinsei: Akatsuki" (新生・"暁")                                                            | 30 tháng 1 năm 2014  | 13 tháng 1 năm 2022       |

### Mùa 16 (2014)
| #   | Tên tập phim                                                           | Ngày phát sóng gốc  | Ngày phát sóng tiếng Việt |
| --- | ---------------------------------------------------------------------- | ------------------- | ------------------------- |
| 349 | "Chiếc mặt nạ ẩn dấu trái tim" "Kokoro o Kakusu Men" (心を隠す面)      | 6 tháng 2 năm 2014  | 14 tháng 1 năm 2022       |
| 350 | "Cái chết của Minato" "Minato no Shi" (ミナトの死)                     | 13 tháng 2 năm 2014 | 14 tháng 1 năm 2022       |
| 351 | "Tế bào của Hashirama" "Hashirama Saibō" (柱間細胞)                    | 20 tháng 2 năm 2014 | 15 tháng 1 năm 2022       |
| 352 | "Ninja lưu vong: Orochimaru" "Nukenin: Orochimaru" (抜け忍・大蛇丸)    | 27 tháng 2 năm 2014 | 15 tháng 1 năm 2022       |
| 353 | "Cậu bé với cái tên Tenzou" "Orochimaru no Jikkentai" (大蛇丸の実験体) | 6 tháng 3 năm 2014  | 16 tháng 1 năm 2022       |
| 354 | "Con đường của mỗi người" "Sorezore no Michi" (それぞれの道)           | 6 tháng 3 năm 2014  | 17 tháng 1 năm 2022       |
| 355 | "Mục tiêu Sharingan" "Nerawareta Sharingan" (狙われた写輪眼)           | 13 tháng 3 năm 2024 | 18 tháng 1 năm 2022       |
| 356 | "Ninja của làng Lá" "Konoha no Shinobi" (木ノ葉の忍)                   | 20 tháng 3 năm 2014 | 19 tháng 1 năm 2022       |
| 357 | "Uchiha ANBU" "Anbu no Uchiha" (暗部のうちは)                          | 3 tháng 3 năm 2014  | 20 tháng 1 năm 2022       |
| 358 | "Đảo chính" "Kūdetā" (クーデター)                                      | 10 tháng 4 năm 2014 | 21 tháng 1 năm 2022       |
| 359 | "Bóng đêm bi kịch" "Sangeki no Yoru" (惨劇の夜)                        | 17 tháng 4 năm 2014 | 21 tháng 1 năm 2022       |
| 360 | "Ninja Thượng đẳng Giám sát" "Tantō Jōnin" (担当上忍)                  | 24 tháng 4 năm 2014 | 22 tháng 1 năm 2022       |
| 361 | "Đội 7" "Dainanahan" (第七班)                                          | 8 tháng 5 năm 2014  | 22 tháng 1 năm 2022       |

### Mùa 17 (2014)
| #   | Tên tập phim                                                                 | Ngày phát sóng gốc  | Ngày phát sóng tiếng Việt |
| --- | ---------------------------------------------------------------------------- | ------------------- | ------------------------- |
| 362 | "Quyết định của Kakashi" "Kakashi no Ketsui" (カカシの決意)                  | 15 tháng 5 năm 2014 | 23 tháng 1 năm 2022       |
| 363 | "Lực lượng liên minh Ninja" "Shinobi Rengōgun no Jutsu!" (忍連合軍の術!)     | 22 tháng 5 năm 2014 | 23 tháng 1 năm 2022       |
| 364 | "Mối liên kết" "Tsunagareru Mono" (繋がれるもの)                             | 5 tháng 6 năm 2014  | 24 tháng 1 năm 2022       |
| 365 | "Những vũ công trong màn đêm" "Shinobimau Mono-tachi" (忍び舞う者たち)       | 12 tháng 6 năm 2014 | 24 tháng 1 năm 2022       |
| 366 | "Những kẻ thông hiểu vạn vật" "Subete o Shiru Mono-tachi" (全てを知る者たち) | 19 tháng 6 năm 2014 | 25 tháng 1 năm 2022       |
| 367 | "Hashirama và Madara" "Hashirama to Madara" (柱間とマダラ)                   | 3 tháng 7 năm 2014  | 25 tháng 1 năm 2022       |
| 368 | "Thời Chiến Quốc" "Sengoku Jidai" (戦国時代)                                 | 10 tháng 7 năm 2014 | 26 tháng 1 năm 2022       |
| 369 | "Giấc mơ đích thực" "Hontō no Yume" (本当の夢)                               | 24 tháng 7 năm 2014 | 26 tháng 1 năm 2022       |
| 370 | "Câu trả lời của Sasuke" "Sasuke no Kotae" (サスケの答え)                    | 31 tháng 7 năm 2014 | 27 tháng 1 năm 2022       |
| 371 | "Phong Huyệt" "Kazaana" (風穴)                                               | 7 tháng 8 năm 2014  | 27 tháng 1 năm 2022       |
| 372 | "Thứ lấp đầy khoảng trống" "Umeru Mono" (埋めるもの)                         | 14 tháng 8 năm 2014 | 28 tháng 1 năm 2022       |

### Mùa 18 (2014)
| #   | Tên tập phim                                                                                 | Ngày phát sóng gốc   | Ngày phát sóng tiếng Việt |
| --- | -------------------------------------------------------------------------------------------- | -------------------- | ------------------------- |
| 373 | "Đội 7 tái hợp!" "Dainanahan, Shūketsu!!" (第七班、集結!!)                                   | 21 tháng 8 năm 2014  | 28 tháng 1 năm 2022       |
| 374 | "Thế trận ba chân mới" "Aratanaru Sansukumi" (新たなる三竦み)                                | 28 tháng 8 năm 2014  | 29 tháng 1 năm 2022       |
| 375 | "Kakashi vs. Obito" "Kakashi VS Obito" (カカシVSオビト)                                      | 4 tháng 9 năm 2014   | 29 tháng 1 năm 2022       |
| 376 | " Phụ Bản: Truyền kỳ thu phục Cửu Vĩ - Phần 1" "Kyūbi Gōdatsu Shirei" (九尾強奪指令)         | 11 tháng 9 năm 2014  | 30 tháng 1 năm 2022       |
| 377 | " Phụ Bản: Truyền kỳ thu phục Cửu Vĩ - Phần 2" "Naruto tai Meka Naruto" (ナルト対メカナルト) | 11 tháng 9 năm 2014  | 30 tháng 1 năm 2022       |
| 378 | "Nhân Trụ Lực của Thập Vĩ" "Jūbi no Jinchūriki" (十尾の人柱力)                               | 18 tháng 9 năm 2014  | 31 tháng 1 năm 2022       |
| 379 | "Đột phá" "Toppakō" (突破口)                                                                 | 25 tháng 9 năm 2014  | 31 tháng 1 năm 2022       |
| 380 | "Ngày sinh của Naruto" "Naruto ga Umareta Hi" (ナルトが生まれた日)                           | 2 tháng 10 năm 2014  | 1 tháng 2 năm 2022        |
| 381 | "Thần Thụ" "Shinju" (神樹)                                                                   | 9 tháng 10 năm 2014  | 1 tháng 2 năm 2022        |
| 382 | "Giấc mơ của Shinobi" "Shinobi no Yume" (忍の夢)                                             | 16 tháng 10 năm 2014 | 2 tháng 2 năm 2022        |
| 383 | "Theo đuổi hi vọng" "Kibou o Ou" (希望を追う)                                                | 23 tháng 10 năm 2014 | 2 tháng 2 năm 2022        |
| 384 | "Đồng đội trong trái tim" "Nakama de Michita Kokoro" (仲間で満ちた心)                        | 30 tháng 10 năm 2014 | 3 tháng 2 năm 2022        |
| 385 | "Uchiha Obito" (うちはオビト)                                                                | 6 tháng 11 năm 2014  | 3 tháng 2 năm 2022        |
| 386 | "Tôi vẫn luôn dõi theo" "Chanto Miteru" (ちゃんと見てる)                                     | 13 tháng 11 năm 2014 | 4 tháng 2 năm 2022        |
| 387 | "Giữ trọn lời hứa" "Mamorareta Yakusoku" (守られた約束)                                      | 20 tháng 11 năm 2014 | 4 tháng 2 năm 2022        |
| 388 | "Người bạn đầu tiên" "Saisho no Tomo" (最初の友)                                             | 27 tháng 11 năm 2014 | 5 tháng 2 năm 2022        |
| 389 | "Người chị gái mến yêu" "Akogare no Nē-sama" (憧れの姉さま)                                  | 4 tháng 12 năm 2014  | 5 tháng 2 năm 2022        |
| 390 | "Quyết định của Hanabi" "Hanabi no Ketsui" (ハナビの決意)                                    | 4 tháng 12 năm 2014  | 6 tháng 2 năm 2022        |
| 391 | "Chiến khí của Uchiha Madara" "Uchiha Madara, Tatsu" (うちはマダラ、立つ)                    | 11 tháng 12 năm 2014 | 6 tháng 2 năm 2022        |
| 392 | "Lý tâm" "Ura no Kokoro" (裏の心)                                                            | 18 tháng 12 năm 2014 | 7 tháng 2 năm 2022        |
| 393 | "Cái kết thực sự" "Hontō no Owari" (本当の終わり)                                            | 25 tháng 12 năm 2014 | 7 tháng 2 năm 2022        |

### Mùa 19 (2015)
| #   | Tên tập phim                                                                                    | Ngày phát sóng gốc  | Ngày phát sóng tiếng Việt |
| --- | ----------------------------------------------------------------------------------------------- | ------------------- | ------------------------- |
| 394 | "Kỳ thi Chuunin mới" "ratanaru Chūnin Shiken" (新たなる中忍試験)                                | 8 tháng 1 năm 2015  | 8 tháng 2 năm 2022        |
| 395 | "Kỳ thi Chuunin bắt đầu!" "Chūnin Shiken, Kaishi!" (中忍試験、開始!)                            | 15 tháng 1 năm 2015 | 8 tháng 2 năm 2022        |
| 396 | "Ba mối lo ngại" "Mittsu no Mondai" (三つの問題)                                                | 22 tháng 1 năm 2015 | 9 tháng 2 năm 2022        |
| 397 | "Người xứng đáng làm đội trưởng" "Rīdā ni Fusawashī Mono" (リーダーに相応しい者)                | 29 tháng 1 năm 2015 | 9 tháng 2 năm 2022        |
| 398 | "Đêm trước vòng thi thứ hai" "Niji Shiken, Zen'ya" (二次試験、前夜)                             | 5 tháng 2 năm 2015  | 10 tháng 2 năm 2022       |
| 399 | "Sinh tồn trong Sa mạc Ma" "Ma no Sabaku no Sabaibaru" (魔の砂漠のサバイバル)                   | 12 tháng 2 năm 2015 | 10 tháng 2 năm 2022       |
| 400 | "Người sử dụng Thể thuật" "Taijutsu Tsukai to shite..." (体術使いとして...)                     | 19 tháng 2 năm 2015 | 11 tháng 2 năm 2022       |
| 401 | "Cực Giả" "Kiwameshi mono" (極めし者)                                                           | 26 tháng 2 năm 2015 | 11 tháng 2 năm 2022       |
| 402 | "Đào tẩu và truy tích" "Tōsō VS Tsuigeki" (逃走VS追跡)                                          | 5 tháng 3 năm 2015  | 12 tháng 2 năm 2022       |
| 403 | "Dũng khí bất diệt" "Akiramenai Dokonjō" (諦めないド根性)                                       | 12 tháng 3 năm 2015 | 12 tháng 2 năm 2022       |
| 404 | "Vấn đề của Tenten" "Tenten no Nayami" (テンテンの悩み)                                         | 19 tháng 3 năm 2015 | 13 tháng 2 năm 2022       |
| 405 | "Hai người bị giam" "Tojikomerareta Futari" (閉じ込められた二人)                                | 26 tháng 3 năm 2015 | 13 tháng 2 năm 2022       |
| 406 | "Nơi bình yên của tôi" "Jibun no Ibasho" (自分の居場所)                                         | 2 tháng 4 năm 2015  | 14 tháng 2 năm 2022       |
| 407 | "Tộc Yamanaka - Nhẫn thuật Bí truyền" "Yamanaka Ichizoku – Hiden Ninjutsu" (山中一族・秘伝忍術) | 9 tháng 4 năm 2015  | 14 tháng 2 năm 2022       |
| 408 | "Hình nhân bị nguyền rủa" "Noroi no Ningyō" (呪いの人形)                                        | 16 tháng 4 năm 2015 | 15 tháng 2 năm 2022       |
| 409 | "Phía sau hai người" "Futari no Senaka" (二人の背中)                                            | 23 tháng 4 năm 2015 | 15 tháng 2 năm 2022       |
| 410 | "Bắt đầu thực hiện âm mưu" "Ugokidashita Inbō" (動き出した陰謀)                                 | 30 tháng 4 năm 2015 | 16 tháng 2 năm 2022       |
| 411 | "Mục tiêu Vĩ thú" "Nerawareta Bijū" (狙われた尾獣)                                              | 7 tháng 5 năm 2015  | 16 tháng 2 năm 2022       |
| 412 | "Quyết định của Neji" "Neji no Handan" (ネジの判断)                                             | 12 tháng 5 năm 2015 | 17 tháng 2 năm 2022       |
| 413 | "Hi vọng vào tương lai" "Mirai ni Takusu Omoi" (未来に託す思い)                                 | 19 tháng 5 năm 2015 | 17 tháng 2 năm 2022       |

### Mùa 20 (2015-16)
| #   | Tên tập phim | Ngày phát sóng gốc   | Ngày phát sóng tiếng Việt |
| --- | --- | -------------------- | ------------------------- |
| 414 | "Khoảnh khắc của cái chết" "Shi no Kiwa" (死の際)                                                                     | 26 tháng 5 năm 2015  | 18 tháng 2 năm 2022       |
| 415 | "Hai Mangekyō" "Futatsu no Mangekyō" (二つの万華鏡)                                                                   | 4 tháng 6 năm 2015   | 18 tháng 2 năm 2022       |
| 416 | "Thành lập: đội Minato" "Kessei: Minato Han" (結成・ミナト班)                                                         | 11 tháng 6 năm 2015  | 19 tháng 2 năm 2022       |
| 417 | "Cậu là người hỗ trợ!" "Omae wa Bakkuappu da" (お前はバックアップだ)                                                  | 25 tháng 6 năm 2015  | 19 tháng 2 năm 2022       |
| 418 | "Mãnh thú Ngọc bích VS Lục đạo Madara" "Aoki Mōjū VS Rikudō Madara" (碧き猛獣VS六道マダラ)                            | 2 tháng 7 năm 2015   | 20 tháng 2 năm 2022       |
| 419 | "Tinh thần của Cha" "Papa no Seishun" (パパの青春)                                                                    | 9 tháng 7 năm 2015   | 20 tháng 2 năm 2022       |
| 420 | "Bát môn độn giáp trận" "Hachimon Tonkō no Jin" (八門遁甲の陣)                                                        | 16 tháng 7 năm 2015  | 21 tháng 2 năm 2022       |
| 421 | "Lục đạo Tiên nhân" "Rikudō Sennin" (六道仙人)                                                                        | 23 tháng 7 năm 2015  | 21 tháng 2 năm 2022       |
| 422 | "Uketsugareru Mono" (受け継がれるもの)                                                                                | 30 tháng 7 năm 2015  | 22 tháng 2 năm 2022       |
| 423 | "Đối thủ của Naruto" "Naruto no Raibaru" (ナルトのライバル)                                                           | 6 tháng 8 năm 2015   | 22 tháng 2 năm 2022       |
| 424 | "Đứng dậy" "Tatsu" (立つ)                                                                                             | 13 tháng 8 năm 2015  | 23 tháng 2 năm 2022       |
| 425 | "Giấc mộng vô hạn" "Mugen no Yume" (無限の夢)                                                                         | 20 tháng 8 năm 2015  | 23 tháng 2 năm 2022       |
| 426 | "Vô hạn Nguyệt độc" "Mugen Tsukuyomi" (無限月読)                                                                      | 27 tháng 8 năm 2015  | 24 tháng 2 năm 2022       |
| 427 | "Thế giới trong mơ" "Yume no Sekai e" (夢の世界へ)                                                                    | 3 tháng 9 năm 2015   | 24 tháng 2 năm 2022       |
| 428 | "Nơi Tenten thuộc về" "Tenten no Ibasho" (テンテンの居場所)                                                           | 3 tháng 9 năm 2015   | 25 tháng 2 năm 2022       |
| 429 | "Killer B Rappūden: Thiên quyển" "Kirābī Rappūden - Ten no Maki" (キラービー落風伝・天の巻)                           | 10 tháng 9 năm 2015  | 25 tháng 2 năm 2022       |
| 430 | "Killer B Rappūden: Địa quyển" "Kirābī Rappūden - Chi no Maki" (キラービー落風伝・地の巻)                             | 17 tháng 9 năm 2015  | 26 tháng 2 năm 2022       |
| 431 | "Cho tôi thấy lại nụ cười đó" "Ano Egao o Mōichido" (あの笑顔をもう一度)                                              | 24 tháng 9 năm 2015  | 26 tháng 2 năm 2022       |
| 432 | "Jiraiya nhẫn pháp truyện - Tuyền kỳ Naruto hào kiệt. Ninja thất bại" "Ochikobore Shinobi" (落ちこぼれ忍者)           | 1 tháng 10 năm 2015  | 27 tháng 2 năm 2022       |
| 433 | "Jiraiya nhẫn pháp truyện - Tuyền kỳ Naruto hào kiệt. Nhiệm vụ tìm kiếm" "Shutsugeki: Tansaku Ninmu" (出撃・探索任務) | 8 tháng 10 năm 2015  | 27 tháng 2 năm 2022       |
| 434 | "Jiraiya nhẫn pháp truyện - Tuyền kỳ Naruto hào kiệt. Đội Jiraiya" "Chīmu Jiraiya" (チーム・ジライヤ)                 | 15 tháng 10 năm 2015 | 28 tháng 2 năm 2022       |
| 435 | "Jiraiya nhẫn pháp truyện - Tuyền kỳ Naruto hào kiệt. Thứ tự ưu tiên" "Yūsen Jun'i" (優先順位)                        | 22 tháng 10 năm 2015 | 28 tháng 2 năm 2022       |
| 436 | "Jiraiya nhẫn pháp truyện - Tuyền kỳ Naruto hào kiệt. Người đàn ông mang mặt nạ" "Kamen no Otoko" (仮面の男)          | 5 tháng 11 năm 2015  | 1 tháng 3 năm 2022        |
| 437 | "Jiraiya nhẫn pháp truyện - Tuyền kỳ Naruto hào kiệt. Sức mạnh bị phong ấn" "Fūin Sareshi Chikara" (封印されし力)     | 12 tháng 11 năm 2015 | 1 tháng 3 năm 2022        |
| 438 | "Jiraiya nhẫn pháp truyện - Tuyền kỳ Naruto hào kiệt. Quy tác hay đồng đội" "Okite ka, Nakama ka" (掟か、仲間か)      | 19 tháng 11 năm 2015 | 2 tháng 3 năm 2022        |
| 439 | "Jiraiya nhẫn pháp truyện - Tuyền kỳ Naruto hào kiệt. Đứa trẻ của định mệnh" "Yogen no Ko" (予言の子)                 | 26 tháng 11 năm 2015 | 2 tháng 3 năm 2022        |
| 440 | "Jiraiya nhẫn pháp truyện - Tuyền kỳ Naruto hào kiệt. Chim trong lồng" "Kago no Tori" (籠の鳥)                        | 3 tháng 12 năm 2015  | 3 tháng 3 năm 2022        |
| 441 | "Jiraiya nhẫn pháp truyện - Tuyền kỳ Naruto hào kiệt. Quy hoàn" "Kikan" (帰還)                                        | 10 tháng 12 năm 2015 | 3 tháng 3 năm 2022        |
| 442 | "Jiraiya nhẫn pháp truyện - Tuyền kỳ Naruto hào kiệt. Con đường chung" "Tagai no Michi" (互いの道)                    | 17 tháng 12 năm 2015 | 4 tháng 3 năm 2022        |
| 443 | "Jiraiya nhẫn pháp truyện - Tuyền kỳ Naruto hào kiệt. Khác biệt sức mạnh" "Chikara no Sa" (力の差)                    | 24 tháng 12 năm 2015 | 4 tháng 3 năm 2022        |
| 444 | "Jiraiya nhẫn pháp truyện - Tuyền kỳ Naruto hào kiệt. Rời khỏi làng" "Nuke Sato" (抜け里)                             | 14 tháng 1 năm 2016  | 5 tháng 3 năm 2022        |
| 445 | "Jiraiya nhẫn pháp truyện - Tuyền kỳ Naruto hào kiệt. Những kẻ truy đuổi" "Otte" (追手)                               | 21 tháng 1 năm 2016  | 5 tháng 3 năm 2022        |
| 446 | "Jiraiya nhẫn pháp truyện - Tuyền kỳ Naruto hào kiệt. Xung đột" "Shōtotsu" (衝突)                                     | 28 tháng 1 năm 2016  | 6 tháng 3 năm 2022        |
| 447 | "Jiraiya nhẫn pháp truyện - Tuyền kỳ Naruto hào kiệt. Một vầng trăng khác" "Mōhitotsu no Tsuki" (もう一つの月)        | 4 tháng 2 năm 2016   | 6 tháng 3 năm 2022        |
| 448 | "Jiraiya nhẫn pháp truyện - Tuyền kỳ Naruto hào kiệt. Đồng đội" "Nakama" (仲間)                                       | 11 tháng 2 năm 2016  | 7 tháng 3 năm 2022        |
| 449 | "Jiraiya nhẫn pháp truyện - Tuyền kỳ Naruto hào kiệt. Các ninja liên lực" "Shinobi-tachi no Kyōen" (忍達の共演)       | 18 tháng 2 năm 2016  | 7 tháng 3 năm 2022        |
| 450 | "Jiraiya nhẫn pháp truyện - Tuyền kỳ Naruto hào kiệt. Đối thủ" "Raibaru" (好敵手)                                     | 25 tháng 2 năm 2016  | 8 tháng 3 năm 2022        |
| 451 | "Câu chuyện về Itachi - Ánh sáng và bóng tối. Sinh và tử" "Umareru Inochi, Shinu Inochi" (生まれる命、死ぬ命)         | 3 tháng 3 năm 2016   | 8 tháng 3 năm 2022        |
| 452 | "Câu chuyện về Itachi - Ánh sáng và bóng tối. Thiên tài" "Isai" (異才)                                                | 10 tháng 3 năm 2016  | 9 tháng 3 năm 2022        |
| 453 | "Câu chuyện về Itachi - Ánh sáng và bóng tối. Nỗi đau của cuộc sống" "Inochi no Itami" (命の痛み)                     | 17 tháng 3 năm 2016  | 9 tháng 3 năm 2022        |
| 454 | "Câu chuyện về Itachi - Ánh sáng và bóng tối. Yêu cầu của Shisui" "Shisui no Irai" (シスイの依頼)                     | 24 tháng 3 năm 2016  | 10 tháng 3 năm 2022       |
| 455 | "Câu chuyện về Itachi - Ánh sáng và bóng tối. Đêm trăng sáng" "Tsukiyo" (月夜)                                        | 7 tháng 4 năm 2016   | 10 tháng 3 năm 2022       |
| 456 | "Câu chuyện về Itachi - Ánh sáng và bóng tối. Bóng tối của Akatsuki" "Akatsuki no Yami" (暁の闇)                      | 14 tháng 4 năm 2016  | 11 tháng 3 năm 2022       |
| 457 | "Câu chuyện về Itachi - Ánh sáng và bóng tối. Cộng sự" "Aibō" (相棒)                                                  | 21 tháng 4 năm 2016  | 11 tháng 3 năm 2022       |
| 458 | "Câu chuyện về Itachi - Ánh sáng và bóng tối. Sự thật" "Makoto" (真)                                                  | 28 tháng 4 năm 2016  | 12 tháng 3 năm 2022       |
| 459 | "Người của thời đầu" "Hajimari no Mono" (はじまりのもの)                                                              | 5 tháng 5 năm 2016   | 12 tháng 3 năm 2022       |
| 460 | "Ōtsutsuki Kaguya" (大筒木カグヤ)                                                                                     | 12 tháng 5 năm 2016  | 13 tháng 3 năm 2022       |
| 461 | "Hagoromo và Hamura" "Hagoromo to Hamura" (ハゴロモとハムラ)                                                          | 19 tháng 5 năm 2016  | 13 tháng 3 năm 2022       |
| 462 | "Quá khứ giả tạo" "Tsukurareta Kako" (造られた過去)                                                                   | 26 tháng 5 năm 2016  | 14 tháng 3 năm 2022       |
| 463 | "Bật thầy tạo bất ngờ" "Igai-sei Nanbāwan!" (意外性ナンバーワン！)                                                    | 2 tháng 6 năm 2016   | 14 tháng 3 năm 2022       |
| 464 | "Nhẫn tông" "Ninshū" (忍宗)                                                                                           | 9 tháng 6 năm 2016   | 15 tháng 3 năm 2022       |
| 465 | "Asura và Indra" "Ashura to Indora" (アシュラとインドラ)                                                              | 16 tháng 6 năm 2016  | 15 tháng 3 năm 2022       |
| 466 | "Hành trình thử thách" "Shiren no Tabi" (試練の旅)                                                                    | 30 tháng 6 năm 2016  | 16 tháng 3 năm 2022       |
| 467 | "Quyết định của Asura" "Ashura no Ketsui" (アシュラの決意)                                                            | 7 tháng 7 năm 2016   | 16 tháng 3 năm 2022       |
| 468 | "Người kế thừa" "Kōkeisha" (後継者)                                                                                   | 21 tháng 7 năm 2016  | 17 tháng 3 năm 2022       |
| 469 | "Nhiệm vụ đặc biệt" "Tokubetsu Ninmu" (特別任務)                                                                      | 28 tháng 7 năm 2016  | 17 tháng 3 năm 2022       |
| 470 | "Mối liên kết" "Tsunagaru Omoi" (繋がる想い)                                                                          | 4 tháng 8 năm 2016   | 18 tháng 3 năm 2022       |
| 471 | "Mãi dõi hai người" "Futari o Chanto" (二人をちゃんと)                                                                | 11 tháng 8 năm 2016  | 18 tháng 3 năm 2022       |
| 472 | "Cậu nhất định" "Omae wa Kanarazu" (お前は必ず)                                                                       | 18 tháng 8 năm 2016  | 19 tháng 3 năm 2022       |
| 473 | "Sharingan trở lại" "Sharingan, Futatabi" (写輪眼、再び)                                                              | 25 tháng 8 năm 2016  | 19 tháng 3 năm 2022       |
| 474 | "Chúc mừng" "Omedetō" (おめでとう)                                                                                    | 1 tháng 9 năm 2016   | 20 tháng 3 năm 2022       |
| 475 | "Thung lũng tận cùng" "Shūmatsu no Tani" (終末の谷)                                                                   | 8 tháng 9 năm 2016   | 20 tháng 3 năm 2022       |
| 476 | "Trận chiến cuối cùng" "Saigo no Tatakai" (最後の戦い)                                                                | 29 tháng 9 năm 2016  | 21 tháng 3 năm 2022       |
| 477 | "Naruto và Sasuke" "Naruto to Sasuke" (ナルトとサスケ)                                                                | 29 tháng 9 năm 2016  | 21 tháng 3 năm 2022       |
| 478 | "Hoà giải chi ấn" "Wakai no In" (和解の印)                                                                            | 6 tháng 10 năm 2016  | 22 tháng 3 năm 2022       |
| 479 | "Uzumaki Naruto!!" (うずまきナルト！！)                                                                               | 13 tháng 10 năm 2016 | 22 tháng 3 năm 2022       |

### Mùa 21 (2016-17)
| #   | Tên tập phim | Ngày phát sóng gốc   | Ngày phát sóng tiếng Việt |
| --- | --- | -------------------- | ------------------------- |
| 480 | "Naruto và Hinata" (NARUTO.HINATA)                                                                                          | 20 tháng 10 năm 2016 | 23 tháng 3 năm 2022       |
| 481 | "Sasuke và Sakura" (SASUKE.SAKURA)                                                                                          | 27 tháng 10 năm 2016 | 23 tháng 3 năm 2022       |
| 482 | "Gaara và Shikamaru" (GAARA.SHIKAMARU)                                                                                      | 3 tháng 11 năm 2016  | 24 tháng 3 năm 2022       |
| 483 | "Jiraiya và Kakashi" (JIRAIYA.KAKASHI)                                                                                      | 10 tháng 11 năm 2016 | 24 tháng 3 năm 2022       |
| 484 | "Sasuke chân truyện. Lai quang Thiên - Phần 1: Khởi bộc nhân gian" "Kibaku Ningen" (起爆人間)                               | 1 tháng 12 năm 2016  | 25 tháng 3 năm 2022       |
| 485 | "Sasuke chân truyện. Lai quang Thiên - Phần 2: Đấu kỹ trường" "Koroshiamu" (闘技場)                                         | 8 tháng 12 năm 2016  | 25 tháng 3 năm 2022       |
| 486 | "Sasuke chân truyện. Lai quang Thiên - Phần 3: Phong tâm" "Fūshin" (風心)                                                   | 15 tháng 12 năm 2016 | 26 tháng 3 năm 2022       |
| 487 | "Sasuke chân truyện. Lai quang Thiên - Phần 4: Huyết Long nhãn" "Ketsuryūgan" (血龍眼)                                      | 22 tháng 12 năm 2016 | 26 tháng 3 năm 2022       |
| 488 | "Sasuke chân truyện. Lai quang Thiên - Phần 5: Người cuối cùng" "Saigo no Hitori" (最後の一人)                              | 5 tháng 1 năm 2017   | 27 tháng 3 năm 2022       |
| 489 | "Shikamaru chân truyện. Ám mặt phù vân - Phần 1: Phong vân" "Fūun" (風雲)                                                   | 12 tháng 1 năm 2017  | 27 tháng 3 năm 2022       |
| 490 | "Shikamaru chân truyện. Ám mặt phù vân - Phần 2: Âm vân" "An'un" (暗雲)                                                     | 19 tháng 1 năm 2017  | 28 tháng 3 năm 2022       |
| 491 | "Shikamaru chân truyện. Ám mặt phù vân - Phần 3: Ám vân" "Yamikumo" (闇雲)                                                  | 26 tháng 1 năm 2017  | 28 tháng 3 năm 2022       |
| 492 | "Shikamaru chân truyện. Ám mặt phù vân - Phần 4: Nghi vân" "Giun" (疑雲)                                                    | 2 tháng 2 năm 2017   | 29 tháng 3 năm 2022       |
| 493 | "Shikamaru chân truyện. Ám mặt phù vân - Phần 5: Đông vân" "Shinonome" (東雲)                                               | 9 tháng 2 năm 2017   | 29 tháng 3 năm 2022       |
| 494 | "Tuyệt kỹ của làng Lá. Chúc ngôn nhật hòa - Phần 1: Lễ cưới của Naruto" "Naruto no Kekkon" (ナルトの結婚)                   | 16 tháng 2 năm 2017  | 30 tháng 3 năm 2022       |
| 495 | "Tuyệt kỹ của làng Lá. Chúc ngôn nhật hòa - Phần 2: Quà cưới, tăng hết ga!" "Furupawā Kekkon Iwai" (フルパワー結婚祝い)     | 16 tháng 2 năm 2017  | 30 tháng 3 năm 2022       |
| 496 | "Tuyệt kỹ của làng Lá. Chúc ngôn nhật hòa - Phần 3: Hơi nước và thuốc Binh lương" "Yukemuri to Hyōrōgan" (湯けむりと兵糧丸) | 23 tháng 2 năm 2017  | 31 tháng 3 năm 2022       |
| 497 | "Tuyệt kỹ của làng Lá. Chúc ngôn nhật hòa - Phần 4: Quà chúc của Kazekage" "Kazekage no Oiwai" (風影の御祝)                 | 2 tháng 3 năm 2017   | 31 tháng 3 năm 2022       |
| 498 | "Tuyệt kỹ của làng Lá. Chúc ngôn nhật hòa - Phần 5: Nhiệm vụ cuối cùng" "Saigo no Ninmu" (最後の任務)                       | 9 tháng 3 năm 2017   | 1 tháng 4 năm 2022        |
| 499 | "Tuyệt kỹ của làng Lá. Chúc ngôn nhật hòa - Phần 6: Hé lộ nhiệm vụ tuyệt mật" "Gokuhi Ninmu no Yukufue" (極秘任務の行方)    | 16 tháng 3 năm 2017  | 1 tháng 4 năm 2022        |
| 500 | "Tuyệt kỹ của làng Lá. Chúc ngôn nhật hòa - Phần 7: Lời chúc" "Iwai no Kotoba" (祝いの言葉)                                 | 23 tháng 3 năm 2017  | 2 tháng 4 năm 2022        |

## Phát hành DVD

### Vùng 1 (Bắc Mỹ)

#### Tập volume lẻ
| Volume | Ngày                 | Đĩa | Tập phim | Chú thích |
| ------ | -------------------- | --- | -------- | --------- |
| 1      | 29 tháng 9 năm 2009  | 1   | 1–4      | [ 8 ]     |
| 2      | 27 tháng 10 năm 2009 | 1   | 5–8      | [ 33 ]    |
| 3      | 24 tháng 11 năm 2009 | 1   | 9–13     | [ 34 ]    |
| 4      | 8 tháng 12 năm 2009  | 1   | 14–17    | [ 35 ]    |
| 5      | 12 tháng 1 năm 2010  | 1   | 18–21    | [ 36 ]    |
| 6      | 9 tháng 2 năm 2010   | 1   | 22–26    | [ 37 ]    |
| 7      | 9 tháng 3 năm 2010   | 1   | 27–30    | [ 38 ]    |
| 8      | 6 tháng 4 năm 2010   | 1   | 31–34    | [ 39 ]    |
| 9      | 18 tháng 5 năm 2010  | 1   | 35–39    | [ 40 ]    |
| 10     | 1 tháng 6 năm 2010   | 1   | 40–43    | [ 41 ]    |
| 11     | 13 tháng 7 năm 2010  | 1   | 44–48    | [ 42 ]    |
| 12     | 10 tháng 8 năm 2010  | 1   | 49–53    | [ 43 ]    |

#### Box set
| Volume | Ngày                 | Đĩa | Tập phim | Chú thích |
| ------ | -------------------- | --- | -------- | --------- |
| 1      | 26 tháng 1 năm 2010  | 3   | 1–13     | [ 44 ]    |
| 2      | 20 tháng 4 năm 2010  | 3   | 14–26    | [ 45 ]    |
| 3      | 3 tháng 8 năm 2010   | 3   | 27–39    | [ 46 ]    |
| 4      | 19 tháng 10 năm 2010 | 3   | 40–53    | [ 47 ]    |
| 5      | 25 tháng 1 năm 2011  | 3   | 54–65    | [ 48 ]    |
| 6      | 26 tháng 4 năm 2011  | 3   | 66–77    | [ 49 ]    |
| 7      | 12 tháng 7 năm 2011  | 3   | 78–88    | [ 50 ]    |
| 8      | 11 tháng 10 năm 2011 | 3   | 89–100   | [ 51 ]    |
| 9      | 24 tháng 1 năm 2012  | 3   | 101–112  | [ 52 ]    |
| 10     | 10 tháng 4 năm 2012  | 3   | 113–126  | [ 53 ]    |
| 11     | 10 tháng 7 năm 2012  | 3   | 127–140  | [ 54 ]    |
| 12     | 9 tháng 10 năm 2012  | 3   | 141–153  | [ 55 ]    |
| 13     | 8 tháng 1 năm 2013   | 3   | 154–166  | [ 56 ]    |
| 14     | 23 tháng 4 năm 2013  | 3   | 167–179  | [ 57 ]    |
| 15     | 16 tháng 7 năm 2013  | 3   | 180–192  | [ 58 ]    |
| 16     | 8 tháng 10 năm 2013  | 2   | 193–205  | [ 59 ]    |
| 17     | 14 tháng 1 năm 2014  | 2   | 206–218  | [ 60 ]    |
| 18     | 8 tháng 4 năm 2014   | 2   | 219–231  | [ 61 ]    |
| 19     | 8 tháng 7 năm 2014   | 2   | 232–244  | [ 62 ]    |
| 20     | 14 tháng 10 năm 2014 | 2   | 245–257  | [ 63 ]    |
| 21     | 20 tháng 1 năm 2015  | 2   | 258–270  | [ 64 ]    |
| 22     | 21 tháng 4 năm 2015  | 2   | 271–283  | [ 65 ]    |
| 23     | 28 tháng 7 năm 2015  | 2   | 284–296  | [ 66 ]    |
| 24     | 10 tháng 11 năm 2015 | 2   | 297–309  | [ 67 ]    |
| 25     | 26 tháng 1 năm 2016  | 2   | 310–322  | [ 68 ]    |
| 26     | 5 tháng 4 năm 2016   | 2   | 323–335  | [ 69 ]    |
| 27     | 5 tháng 7 năm 2016   | 2   | 336–348  | [ 70 ]    |
| 28     | 4 tháng 10 năm 2016  | 2   | 349–361  | [ 71 ]    |
| 29     | 17 tháng 1 năm 2017  | 2   | 362–374  | [ 72 ]    |
| 30     | 4 tháng 4 năm 2017   | 2   | 375–388  | [ 73 ]    |
| 31     | 27 tháng 6 năm 2017  | 2   | 389–402  | [ 74 ]    |
| 32     | 10 tháng 10 năm 2017 | 2   | 403–416  | [ 75 ]    |
| 33     | 9 tháng 1 năm 2018   | 2   | 417–430  | [ 76 ]    |
| 34     | 1 tháng 5 năm 2018   | 2   | 431–444  | [ 77 ]    |
| 35     | 28 tháng 8 năm 2018  | 2   | 445–458  | [ 78 ]    |
| 36     | 4 tháng 12 năm 2018  | 2   | 459–472  | [ 79 ]    |
| 37     | 26 tháng 3 năm 2019  | 2   | 473–486  | [ 80 ]    |
| 38     | 11 tháng 6 năm 2019  | 2   | 487–500  | [ 81 ]    |

### Vùng 2 (L.H. Anh)

#### Box set
| Volume | Ngày                 | Đĩa | Tập phim | Chú thích |
| ------ | -------------------- | --- | -------- | --------- |
| 1      | 14 tháng 6 năm 2010  | 2   | 1–13     | [ 82 ]    |
| 2      | 9 tháng 8 năm 2010   | 2   | 14–26    | [ 83 ]    |
| 3      | 10 tháng 10 năm 2010 | 2   | 27–39    | [ 84 ]    |
| 4      | 27 tháng 12 năm 2010 | 2   | 40–52    | [ 85 ]    |
| 5      | 16 tháng 5 năm 2011  | 2   | 53–65    | [ 86 ]    |
| 6      | 11 tháng 7 năm 2011  | 2   | 66–77    | [ 87 ]    |
| 7      | 7 tháng 11 năm 2011  | 2   | 78–88    | [ 88 ]    |
| 8      | 24 tháng 2 năm 2012  | 2   | 89–100   | [ 89 ]    |
| 9      | 4 tháng 6 năm 2012   | 2   | 101–112  | [ 90 ]    |
| 10     | 10 tháng 9 năm 2012  | 2   | 113–126  | [ 91 ]    |
| 11     | 26 tháng 11 năm 2012 | 2   | 127–140  | [ 92 ]    |
| 12     | 18 tháng 3 năm 2013  | 2   | 141–153  | [ 93 ]    |
| 13     | 24 tháng 6 năm 2013  | 2   | 154–166  | [ 94 ]    |
| 14     | 23 tháng 9 năm 2013  | 2   | 167–179  | [ 95 ]    |
| 15     | 9 tháng 12 năm 2013  | 2   | 180–192  | [ 96 ]    |
| 16     | 24 tháng 2 năm 2014  | 2   | 193–205  | [ 97 ]    |
| 17     | 7 tháng 4 năm 2014   | 2   | 206–218  | [ 98 ]    |
| 18     | 21 tháng 7 năm 2014  | 2   | 219–231  | [ 99 ]    |
| 19     | 13 tháng 10 năm 2014 | 2   | 232–244  | [ 100 ]   |
| 20     | 9 tháng 2 năm 2015   | 2   | 245–257  | [ 101 ]   |
| 21     | 10 tháng 8 năm 2015  | 2   | 258–270  | [ 102 ]   |
| 22     | 14 tháng 9 năm 2015  | 2   | 271–283  | [ 103 ]   |
| 23     | 8 tháng 2 năm 2016   | 2   | 284–296  | [ 104 ]   |
| 24     | 4 tháng 4 năm 2016   | 2   | 297–309  | [ 105 ]   |
| 25     | 15 tháng 8 năm 2016  | 2   | 310–322  | [ 106 ]   |
| 26     | 17 tháng 10 năm 2016 | 2   | 323–335  | [ 107 ]   |
| 27     | 6 tháng 2 năm 2017   | 2   | 336–348  | [ 108 ]   |
| 28     | 15 tháng 5 năm 2017  | 2   | 349–361  | [ 109 ]   |
| 29     | 24 tháng 7 năm 2017  | 2   | 362–374  | [ 110 ]   |
| 30     | 27 tháng 11 năm 2017 | 2   | 375–387  | [ 111 ]   |
| 31     | 26 tháng 2 năm 2018  | 2   | 388–401  | [ 112 ]   |
| 32     | 21 tháng 5 năm 2018  | 2   | 402–415  | [ 113 ]   |
| 33     | 20 tháng 8 năm 2018  | 2   | 416–430  | [ 114 ]   |
| 34     | 19 tháng 11 năm 2018 | 2   | 431–444  | [ 115 ]   |
| 35     | 11 tháng 2 năm 2019  | 2   | 445–458  | [ 116 ]   |
| 36     | 29 tháng 4 năm 2019  | 2   | 459–472  | [ 117 ]   |
| 37     | 15 tháng 7 năm 2019  | 2   | 473–486  | [ 118 ]   |
| 38     | 7 tháng 10 năm 2019  | 2   | 487–500  | [ 119 ]   |

#### Loạt box set
| Volume | Ngày                | Đĩa | Tập phim | Chú thích |
| ------ | ------------------- | --- | -------- | --------- |
| 1      | 7 tháng 3 năm 2011  | 8   | 1–52     | [ 120 ]   |
| 2      | 4 tháng 6 năm 2012  | 8   | 53–100   | [ 121 ]   |
| 3      | 3 tháng 6 năm 2013  | 8   | 101–153  | [ 122 ]   |
| 4      | 10 tháng 2 năm 2014 | 8   | 154–192  | [ 123 ]   |
| 5      | 13 tháng 4 năm 2015 | 8   | 193–244  | [ 124 ]   |
| 6      | 4 tháng 4 năm 2016  | 8   | 245–296  | [ 125 ]   |
| 7      | 4 tháng 9 năm 2017  | 8   | 297–348  | [ 126 ]   |
| 8      | 23 tháng 4 năm 2018 | 8   | 349–401  | [ 127 ]   |
| 9      | 25 tháng 3 năm 2019 | 8   | 402–458  | [ 128 ]   |
| 10     | 9 tháng 12 năm 2019 | 6   | 459–500  | [ 129 ]   |

### Vùng 3 (Nhật Bản)
| Volume | Ngày                | Đĩa | Tập phim | Chú thích |
| ------ | ------------------- | --- | -------- | --------- |
| 1      | 1 tháng 8 năm 2007  | 1   | 1–4      | [ 131 ]   |
| 2      | 5 tháng 9 năm 2007  | 1   | 5–8      | [ 131 ]   |
| 3      | 3 tháng 10 năm 2007 | 1   | 9–12     | [ 131 ]   |
| 4      | 7 tháng 11 năm 2007 | 1   | 13–16    | [ 131 ]   |
| 5      | 5 tháng 12 năm 2007 | 1   | 17–20    | [ 131 ]   |
| 6      | 1 tháng 1 năm 2008  | 1   | 21–24    | [ 131 ]   |
| 7      | 6 tháng 2 năm 2008  | 1   | 25–28    | [ 131 ]   |
| 8      | 5 tháng 3 năm 2008  | 1   | 29–32    | [ 131 ]   |

| Volume | Ngày               | Đĩa | Tập phim | Chú thích |
| ------ | ------------------ | --- | -------- | --------- |
| 1      | 2 tháng 4 năm 2008 | 1   | 33–36    | [ 133 ]   |
| 2      | 9 tháng 5 năm 2008 | 1   | 37–40    | [ 133 ]   |
| 3      | 4 tháng 6 năm 2008 | 1   | 41–44    | [ 133 ]   |
| 4      | 2 tháng 7 năm 2008 | 1   | 45–48    | [ 133 ]   |
| 5      | 6 tháng 8 năm 2008 | 1   | 49–53    | [ 133 ]   |

| Volume | Ngày                | Đĩa | Tập phim | Chú thích |
| ------ | ------------------- | --- | -------- | --------- |
| 1      | 3 tháng 9 năm 2008  | 1   | 54–57    | [ 135 ]   |
| 2      | 1 tháng 10 năm 2008 | 1   | 58–61    | [ 135 ]   |
| 3      | 5 tháng 11 năm 2008 | 1   | 62–66    | [ 135 ]   |
| 4      | 3 tháng 12 năm 2008 | 1   | 67–71    | [ 135 ]   |

| Volume | Ngày                | Đĩa | Tập phim | Chú thích |
| ------ | ------------------- | --- | -------- | --------- |
| 1      | 14 tháng 1 năm 2009 | 1   | 72–75    | [ 137 ]   |
| 2      | 4 tháng 2 năm 2009  | 1   | 76–79    | [ 137 ]   |
| 3      | 4 tháng 3 năm 2009  | 1   | 80–83    | [ 137 ]   |
| 4      | 13 tháng 5 năm 2009 | 1   | 84–88    | [ 137 ]   |

| Volume | Ngày                | Đĩa | Tập phim | Chú thích |
| ------ | ------------------- | --- | -------- | --------- |
| 1      | 3 tháng 6 năm 2009  | 1   | 89–92    | [ 139 ]   |
| 2      | 1 tháng 1 năm 2009  | 1   | 93–96    | [ 139 ]   |
| 3      | 5 tháng 8 năm 2009  | 1   | 97–100   | [ 139 ]   |
| 4      | 2 tháng 9 năm 2009  | 1   | 101–104  | [ 139 ]   |
| 5      | 7 tháng 10 năm 2009 | 1   | 105–108  | [ 139 ]   |
| 6      | 4 tháng 11 năm 2009 | 1   | 109–112  | [ 139 ]   |

| Volume | Ngày                 | Đĩa | Tập phim | Chú thích |
| ------ | -------------------- | --- | -------- | --------- |
| 1      | 16 tháng 12 năm 2009 | 1   | 119–120  | [ 140 ]   |

| Volume | Ngày                | Đĩa | Tập phim         | Chú thích |
| ------ | ------------------- | --- | ---------------- | --------- |
| 1      | 13 tháng 1 năm 2010 | 1   | 113–116          | [ 142 ]   |
| 2      | 3 tháng 2 năm 2010  | 1   | 117–118, 121–122 | [ 142 ]   |
| 3      | 3 tháng 3 năm 2010  | 1   | 123–126          | [ 142 ]   |
| 4      | 7 tháng 4 năm 2010  | 1   | 127–130          | [ 142 ]   |
| 5      | 12 tháng 5 năm 2010 | 1   | 131–134          | [ 142 ]   |
| 6      | 2 tháng 6 năm 2010  | 1   | 135–138          | [ 142 ]   |
| 7      | 7 tháng 7 năm 2010  | 1   | 139–143          | [ 142 ]   |

| Volume | Ngày               | Đĩa | Tập phim | Chú thích |
| ------ | ------------------ | --- | -------- | --------- |
| 1      | 4 tháng 8 năm 2010 | 1   | 144–147  | [ 145 ]   |
| 2      | 1 tháng 9 năm 2010 | 1   | 148–151  | [ 145 ]   |

| Volume | Ngày                | Đĩa | Tập phim         | Chú thích |
| ------ | ------------------- | --- | ---------------- | --------- |
| 1      | 6 tháng 10 năm 2010 | 1   | 152–155          | [ 147 ]   |
| 2      | 3 tháng 11 năm 2010 | 1   | 156–159          | [ 147 ]   |
| 3      | 1 tháng 12 năm 2010 | 1   | 160–163          | [ 147 ]   |
| 4      | 12 tháng 1 năm 2011 | 1   | 164–167          | [ 147 ]   |
| 5      | 2 tháng 2 năm 2011  | 1   | 168–169, 172–173 | [ 147 ]   |
| 6      | 2 tháng 3 năm 2011  | 1   | 174–175, 170–171 | [ 147 ]   |

| Volume | Ngày                | Đĩa | Tập phim         | Chú thích |
| ------ | ------------------- | --- | ---------------- | --------- |
| 1      | 6 tháng 4 năm 2011  | 1   | 176–179          | [ 149 ]   |
| 2      | 11 tháng 5 năm 2011 | 1   | 180–183          | [ 149 ]   |
| 3      | 1 tháng 6 năm 2011  | 1   | 184–186, 189     | [ 149 ]   |
| 4      | 6 tháng 7 năm 2011  | 1   | 190–193          | [ 149 ]   |
| 5      | 3 tháng 8 năm 2011  | 1   | 194–196, 187-188 | [ 149 ]   |

| Volume | Ngày                | Đĩa | Tập phim | Chú thích |
| ------ | ------------------- | --- | -------- | --------- |
| 1      | 7 tháng 9 năm 2011  | 1   | 197–200  | [ 150 ]   |
| 2      | 5 tháng 10 năm 2011 | 1   | 201–204  | [ 150 ]   |
| 3      | 2 tháng 11 năm 2011 | 1   | 205–208  | [ 150 ]   |
| 4      | 7 tháng 12 năm 2011 | 1   | 209–212  | [ 150 ]   |
| 5      | 11 tháng 1 năm 2012 | 1   | 213–216  | [ 150 ]   |
| 6      | 1 tháng 2 năm 2012  | 1   | 217–221  | [ 150 ]   |

| Volume | Ngày               | Đĩa | Tập phim | Chú thích |
| ------ | ------------------ | --- | -------- | --------- |
| 1      | 7 tháng 3 năm 2012 | 1   | 222–225  | [ 151 ]   |
| 2      | 4 tháng 4 năm 2012 | 1   | 226–229  | [ 151 ]   |
| 3      | 2 tháng 5 năm 2012 | 1   | 230–233  | [ 151 ]   |
| 4      | 6 tháng 6 năm 2012 | 1   | 234–237  | [ 151 ]   |
| 5      | 4 tháng 7 năm 2012 | 1   | 238–242  | [ 151 ]   |

| Volume | Ngày               | Đĩa | Tập phim | Chú thích |
| ------ | ------------------ | --- | -------- | --------- |
| 1      | 1 tháng 8 năm 2012 | 1   | 248–249  | [ 152 ]   |

| Volume | Ngày               | Đĩa | Tập phim | Chú thích |
| ------ | ------------------ | --- | -------- | --------- |
| 1      | 5 tháng 9 năm 2012 | 1   | 257–260  | [ 152 ]   |

| Volume | Ngày                | Đĩa | Tập phim     | Chú thích |
| ------ | ------------------- | --- | ------------ | --------- |
| 1      | 3 tháng 10 năm 2012 | 1   | 243–247      | [ 153 ]   |
| 2      | 7 tháng 11 năm 2012 | 1   | 250–253      | [ 153 ]   |
| 3      | 5 tháng 12 năm 2012 | 1   | 254–256, 261 | [ 153 ]   |
| 4      | 9 tháng 1 năm 2013  | 1   | 262–265      | [ 153 ]   |
| 5      | 6 tháng 2 năm 2013  | 1   | 266–270      | [ 153 ]   |
| 6      | 6 tháng 3 năm 2013  | 1   | 271–275      | [ 153 ]   |

| Volume | Ngày               | Đĩa | Tập phim | Chú thích |
| ------ | ------------------ | --- | -------- | --------- |
| 1      | 3 tháng 4 năm 2013 | 1   | 276–280  | [ 154 ]   |
| 2      | 1 tháng 5 năm 2013 | 1   | 281–284  | [ 154 ]   |
| 3      | 5 tháng 6 năm 2013 | 1   | 285–289  | [ 154 ]   |

| Volume | Ngày               | Đĩa | Tập phim | Chú thích |
| ------ | ------------------ | --- | -------- | --------- |
| Đen    | 3 tháng 7 năm 2013 | 1   | 290–292  | [ 155 ]   |
| Trắng  | 7 tháng 8 năm 2013 | 1   | 293–295  | [ 155 ]   |

| Volume | Ngày                | Đĩa | Tập phim | Chú thích |
| ------ | ------------------- | --- | -------- | --------- |
| 1      | 4 tháng 9 năm 2013  | 1   | 296–299  | [ 156 ]   |
| 2      | 2 tháng 10 năm 2013 | 1   | 300–303  | [ 156 ]   |
| 3      | 6 tháng 11 năm 2013 | 1   | 304–307  | [ 156 ]   |
| 4      | 4 tháng 12 năm 2013 | 1   | 308–311  | [ 156 ]   |
| 5      | 8 tháng 1 năm 2014  | 1   | 312–315  | [ 156 ]   |
| 6      | 5 tháng 2 năm 2014  | 1   | 316–320  | [ 156 ]   |

| Volume | Ngày               | Đĩa | Tập phim | Chú thích |
| ------ | ------------------ | --- | -------- | --------- |
| 1      | 4 tháng 3 năm 2014 | 1   | 321–324  | [ 157 ]   |
| 2      | 2 tháng 4 năm 2014 | 1   | 325–328  | [ 157 ]   |
| 3      | 7 tháng 5 năm 2014 | 1   | 329–332  | [ 157 ]   |
| 4      | 2 tháng 7 năm 2014 | 1   | 333–336  | [ 157 ]   |
| 5      | 2 tháng 7 năm 2014 | 1   | 337–340  | [ 157 ]   |
| 6      | 6 tháng 8 năm 2014 | 1   | 341–344  | [ 157 ]   |
| 7      | 3 tháng 9 năm 2014 | 1   | 345–348  | [ 157 ]   |

| Volume | Ngày                | Đĩa | Tập phim | Chú thích |
| ------ | ------------------- | --- | -------- | --------- |
| 1      | 1 tháng 10 năm 2014 | 1   | 349–352  | [ 158 ]   |
| 2      | 5 tháng 11 năm 2014 | 1   | 353–356  | [ 158 ]   |
| 3      | 3 tháng 13 năm 2014 | 1   | 357–361  | [ 158 ]   |

| Volume | Ngày               | Đĩa | Tập phim         | Chú thích |
| ------ | ------------------ | --- | ---------------- | --------- |
| 1      | 7 tháng 1 năm 2015 | 1   | 362–365          | [ 159 ]   |
| 2      | 4 tháng 2 năm 2015 | 1   | 366–369          | [ 159 ]   |
| 3      | 4 tháng 3 năm 2015 | 1   | 370–372, 376–377 | [ 159 ]   |

| Volume | Ngày                | Đĩa | Tập phim     | Chú thích |
| ------ | ------------------- | --- | ------------ | --------- |
| 1      | 1 tháng 4 năm 2015  | 1   | 373–375, 378 | [ 160 ]   |
| 2      | 13 tháng 5 năm 2015 | 1   | 379–382      | [ 160 ]   |
| 3      | 3 tháng 6 năm 2015  | 1   | 383–386      | [ 160 ]   |
| 4      | 1 tháng 7 năm 2015  | 1   | 387–390      | [ 160 ]   |
| 5      | 5 tháng 8 năm 2015  | 1   | 391–393      | [ 160 ]   |

| Volume | Ngày                | Đĩa | Tập phim | Chú thích |
| ------ | ------------------- | --- | -------- | --------- |
| 1      | 2 tháng 9 năm 2015  | 1   | 394–397  | [ 161 ]   |
| 2      | 7 tháng 10 năm 2015 | 1   | 398–401  | [ 162 ]   |
| 3      | 4 tháng 11 năm 2015 | 1   | 402–405  | [ 163 ]   |
| 4      | 2 tháng 12 năm 2015 | 1   | 406–409  | [ 164 ]   |
| 5      | 6 tháng 1 năn 2016  | 1   | 410–413  | [ 165 ]   |

| Volume | Ngày                | Đĩa | Tập phim | Chú thích |
| ------ | ------------------- | --- | -------- | --------- |
| 1      | 3 tháng 2 năm 2016  | 1   | 414–417  | [ 166 ]   |
| 2      | 2 tháng 3 năm 2016  | 1   | 418–421  | [ 167 ]   |
| 3      | 6 tháng 4 năm 2016  | 1   | 422–426  | [ 168 ]   |
| 4      | 11 tháng 5 năm 2016 | 1   | 427–431  | [ 169 ]   |

| Volume | Ngày                | Đĩa | Tập phim | Chú thích |
| ------ | ------------------- | --- | -------- | --------- |
| 1      | 8 tháng 6 năm 2016  | 1   | 432–435  | [ 170 ]   |
| 2      | 6 tháng 7 năm 2016  | 1   | 436–439  | [ 171 ]   |
| 3      | 3 tháng 8 năm 2016  | 1   | 440–443  | [ 172 ]   |
| 4      | 7 tháng 9 năm 2016  | 1   | 444–447  | [ 173 ]   |
| 5      | 5 tháng 10 năm 2016 | 1   | 448–450  | [ 174 ]   |

| Volume | Ngày                | Đĩa | Tập phim | Chú thích |
| ------ | ------------------- | --- | -------- | --------- |
| 1      | 2 tháng 11 năm 2016 | 1   | 451–454  | [ 175 ]   |
| 2      | 7 tháng 12 năm 2016 | 1   | 455–458  | [ 176 ]   |

| Volume | Ngày                | Đĩa | Tập phim | Chú thích |
| ------ | ------------------- | --- | -------- | --------- |
| 1      | 11 tháng 1 năm 2017 | 1   | 459–462  | [ 177 ]   |
| 2      | 8 tháng 2 năm 2017  | 1   | 463–466  | [ 178 ]   |
| 3      | 1 tháng 3 năm 2017  | 1   | 467–469  | [ 179 ]   |

| Volume | Ngày                | Đĩa | Tập phim | Chú thích |
| ------ | ------------------- | --- | -------- | --------- |
| 1      | 5 tháng 4 năm 2017  | 1   | 470–473  | [ 180 ]   |
| 2      | 10 tháng 5 năm 2017 | 1   | 474–477  | [ 181 ]   |
| 3      | 7 tháng 6 năm 2017  | 1   | 478–479  | [ 182 ]   |

| Volume | Ngày               | Đĩa | Tập phim | Chú thích |
| ------ | ------------------ | --- | -------- | --------- |
| 1      | 5 tháng 7 năm 2017 | 1   | 480–483  | [ 183 ]   |

| Volume | Ngày               | Đĩa | Tập phim | Chú thích |
| ------ | ------------------ | --- | -------- | --------- |
| 1      | 2 tháng 8 năm 2017 | 1   | 484–488  | [ 184 ]   |

| Volume | Ngày               | Đĩa | Tập phim | Chú thích |
| ------ | ------------------ | --- | -------- | --------- |
| 1      | 6 tháng 9 năm 2017 | 1   | 489–493  | [ 185 ]   |

| Volume | Ngày                | Đĩa | Tập phim | Chú thích |
| ------ | ------------------- | --- | -------- | --------- |
| 1      | 4 tháng 10 năm 2017 | 1   | 494–496  | [ 186 ]   |
| 2      | 1 tháng 11 năm 2017 | 1   | 497–500  | [ 187 ]   |